# Grande guerra del Nord
La grande guerra del nord (o seconda guerra del nord) fu un lungo conflitto per l'egemonia sul mar Baltico combattuto tra il marzo del 1700 e il settembre del 1721 nei territori dell'Europa settentrionale ed orientale.
Il conflitto fu originato dalla posizione di egemonia assunta dalla Svezia nel bacino del mar Baltico nel corso dei decenni precedenti, fatto che generava l'ostilità delle altre potenze affacciate sulle acque baltiche; approfittando della salita al trono di Stoccolma di Carlo XII, sovrano giovane e ritenuto inesperto, il re di Danimarca-Norvegia Federico IV, lo zar di Russia Pietro I e il principe elettore di Sassonia (nonché monarca della Confederazione polacco-lituana) Augusto II stipularono un'alleanza anti-svedese e diedero inizio alle ostilità: i danesi attaccarono il protettorato svedese dell'Holstein-Gottorp, un'armata russa invase i possedimenti di Stoccolma in Ingria e i sassoni posero l'assedio a Riga.
In pochi mesi, tuttavia, Carlo XII fu in grado di ristabilire la situazione: dopo aver obbligato i danesi a uscire dal conflitto con una veloce campagna, gli svedesi inflissero una disastrosa sconfitta ai russi nella battaglia di Narva il 30 novembre 1700 ricacciandoli oltre confine. Carlo XII dedicò quindi la sua attenzione alle forze di Augusto II, e per i successivi sei anni le forze svedesi dovettero impegnarsi in una serie di campagne in lungo e in largo per la Polonia prima di avere ragione dei loro nemici: la Sassonia fu obbligata a chiedere la pace e nel 1704 sul trono polacco fu insediato un sovrano amico, Stanislao Leszczyński. Il periodo di tregua aveva però consentito allo zar Pietro di riorganizzare le sue forze, e Carlo XII dovette quindi lanciare un'invasione della Russia; la campagna si concluse disastrosamente per gli svedesi: sconfitta nella battaglia di Poltava (8 luglio 1709), l'armata svedese fu costretta alla resa, mentre Carlo XII dovette cercare rifugio oltre il confine con l'Impero ottomano per evitare la cattura.
La sconfitta segnò una ripresa del conflitto: Danimarca e Sassonia rientrarono in campo a fianco dei russi, e poco dopo alla coalizione anti-svedese si unirono anche il Regno di Prussia e l'Elettorato di Hannover. Leszczynski fu deposto e i possedimenti svedesi lungo la riva meridionale del Baltico caddero uno dopo l'altro; Carlo XII persuase gli ottomani ad attaccare la Russia, ma l'azione ebbe scarsi risultati sul conflitto e nemmeno il rientro in patria del monarca riuscì a cambiare la situazione. Carlo XII rimase ucciso il 30 novembre 1718 durante un assedio nel sud della Norvegia, e la Svezia, prostrata, dovette chiedere la pace: con una serie di trattati firmati con le varie parti in gioco Stoccolma dovette rinunciare a quasi tutti i suoi possedimenti nella regione del Baltico, perdendo il ruolo di egemonia che aveva nel bacino. Il conflitto segnò il definitivo tramonto della Svezia come nazione egemone nel nord Europa, e all'opposto sancì invece l'affermarsi della Russia come nuova grande potenza europea.

## Antefatti
Alla fine del XVII secolo la Svezia raggiunse il periodo di suo massimo splendore, indicato come stormaktstiden (in lingua svedese "era della grande potenza") o dell'"Impero svedese". Dopo la vittoriosa partecipazione alla guerra dei trent'anni (1618-1648) e una serie di conflitti secondari contro i suoi vicini (principalmente Danimarca, Polonia e Russia), la Svezia assunse il controllo di tutta una serie di territori posti sulle rive del mar Baltico, consentendole di dominare i traffici commerciali nel bacino e di ottenere di conseguenza forti introiti fiscali: a parte l'odierna Finlandia, una provincia svedese fin dall'indipendenza del regno, all'inizio del XVII secolo la Svezia controllava direttamente la Carelia, l'Ingria, l'Estonia e la Livonia con la città di Riga, uno degli snodi commerciali più importanti del Baltico e seconda città del regno. Lungo la costa settentrionale dell'odierna Germania, erano domini svedesi la parte occidentale della Pomerania (con i porti di Stettino e Stralsund e le isole di Rügen e Usedom), l'antico principato vescovile di Brema-Verden e la città anseatica di Wismar: questi territori consentivano agli svedesi di controllare gli estuari di tre importanti fiumi tedeschi (l'Elba, il Weser e l'Oder) e di conseguenza i traffici commerciali che vi si svolgevano. Infine, il ducato di Holstein-Gottorp, a sud della Danimarca, era a tutti gli effetti un protettorato svedese.

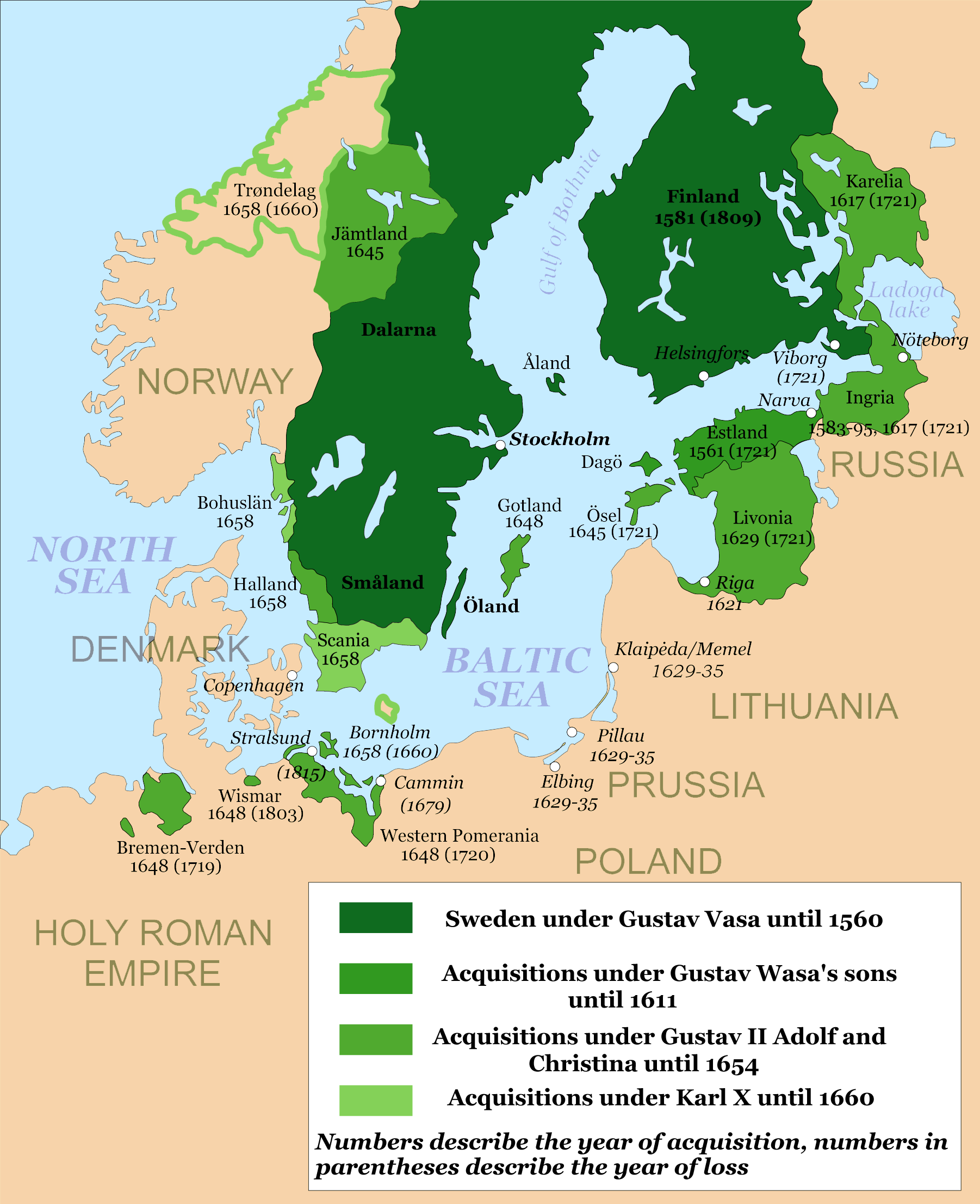
Carta raffigurante la progressiva espansione territoriale dell'Impero svedese.

Il mantenimento di questi domini e del ruolo di preminenza nella regione del Baltico, i cardini della politica svedese per tutto il XVII secolo, erano affidati a un solido apparato statale, ma soprattutto a un efficace strumento militare: strutturato su canoni avanzati per l'epoca dal re Gustavo II Adolfo di Svezia durante il periodo della guerra dei trent'anni e ulteriormente sviluppato dai suoi successori, l'esercito svedese della fine del XVII secolo era ritenuto qualitativamente tra i migliori d'Europa, addestrato in modo altamente professionale e sostenuto da un'efficientissima amministrazione militare. Il sistema dello Indelningsverket ("metodo di ripartizione") faceva sì che ogni gruppo di fattorie dovesse provvedere a reclutare un soldato perfettamente equipaggiato: in tempo di pace questi uomini lavoravano per le fattorie che li mantenevano, ma in tempo di guerra potevano essere rapidamente richiamati e riuniti in battaglioni provinciali, consentendo di radunare un esercito di 40000 uomini a un costo minimo per le casse dello Stato. La fede luterana e una serie di credenze fataliste, che vedevano la morte come inevitabile se questa era la volontà di Dio, conferivano un coraggio fanatico e sprezzante del pericolo alle truppe svedesi: non era raro che reparti svedesi caricassero frontalmente e mettessero in rotta formazioni nemiche di molto superiori in numero.
La creazione dell'"impero svedese" era stata ottenuta a danno delle nazioni vicine, che di conseguenza mantenevano mire territoriali sui possedimenti di Stoccolma. La perdita a vantaggio degli svedesi della regione dello Skåneland, a seguito della sconfitta patita nella seconda guerra del nord del 1655–1660, aveva privato il regno di Danimarca-Norvegia dell'esclusivo controllo dell'Øresund, il canale di accesso al Baltico, e di conseguenza del diritto di riscuotere un pedaggio dalle navi mercantili che vi transitavano (una delle principali fonti di introiti del governo di Copenaghen); inoltre, i danesi erano preoccupati dalla striscia di possedimenti svedesi posta lungo i loro confini meridionali, ed erano più che intenzionati a far valere le loro rivendicazioni dinastiche sul ducato di Holstein-Gottorp. L'ambizioso Augusto II, principe elettore di Sassonia, con la sua elezione a re della Confederazione polacco-lituana nel 1697 aveva ereditato le vecchie pretese polacche sulla Livonia svedese e sul porto di Riga, perduti a vantaggio della Svezia con il trattato di Oliva del 1660. Ancora più a est, la Russia stava emergendo come nuova potenza dominante dell'Europa orientale: considerata ancora come una terra feudale e semi-barbarica, la salita al trono dello zar Pietro I nel 1689 portò un'ondata di "occidentalizzazione" e modernizzazione dello stato russo; puntando a fare del suo paese una grande potenza, il giovane zar decise di cercare uno sbocco al mare sul Baltico, puntando ai possedimenti svedesi in Ingria ed Estonia.
L'improvvisa morte di Carlo XI di Svezia nell'aprile del 1697 e la salita al trono di suo figlio Carlo XII, appena quindicenne, rappresentò una importante occasione di farsi avanti per i nemici di Stoccolma, visto che il nuovo monarca veniva ritenuto troppo inesperto per rappresentare un nemico credibile. Particolarmente attivo nel tenere i contatti tra le capitali dei vari rivali degli svedesi fu il nobile livone Johann Patkul, condannato a morte per tradimento da Carlo XI e passato poi al servizio di Augusto II: dopo la stipula di un'alleanza anti-svedese tra russi e danesi nel luglio del 1699, con la mediazione di Patkul il 14 settembre 1699 Augusto II e Federico IV di Danimarca sottoscrissero un patto di aggressione alla Svezia (trattato di Dresda), mentre il 21 novembre seguente furono Augusto II e lo zar Pietro I a stipulare un patto di alleanza e di spartizione dei territori svedesi nell'est (trattato di Preobraženskoe).

## La guerra

### La guerra lampo di Carlo XII

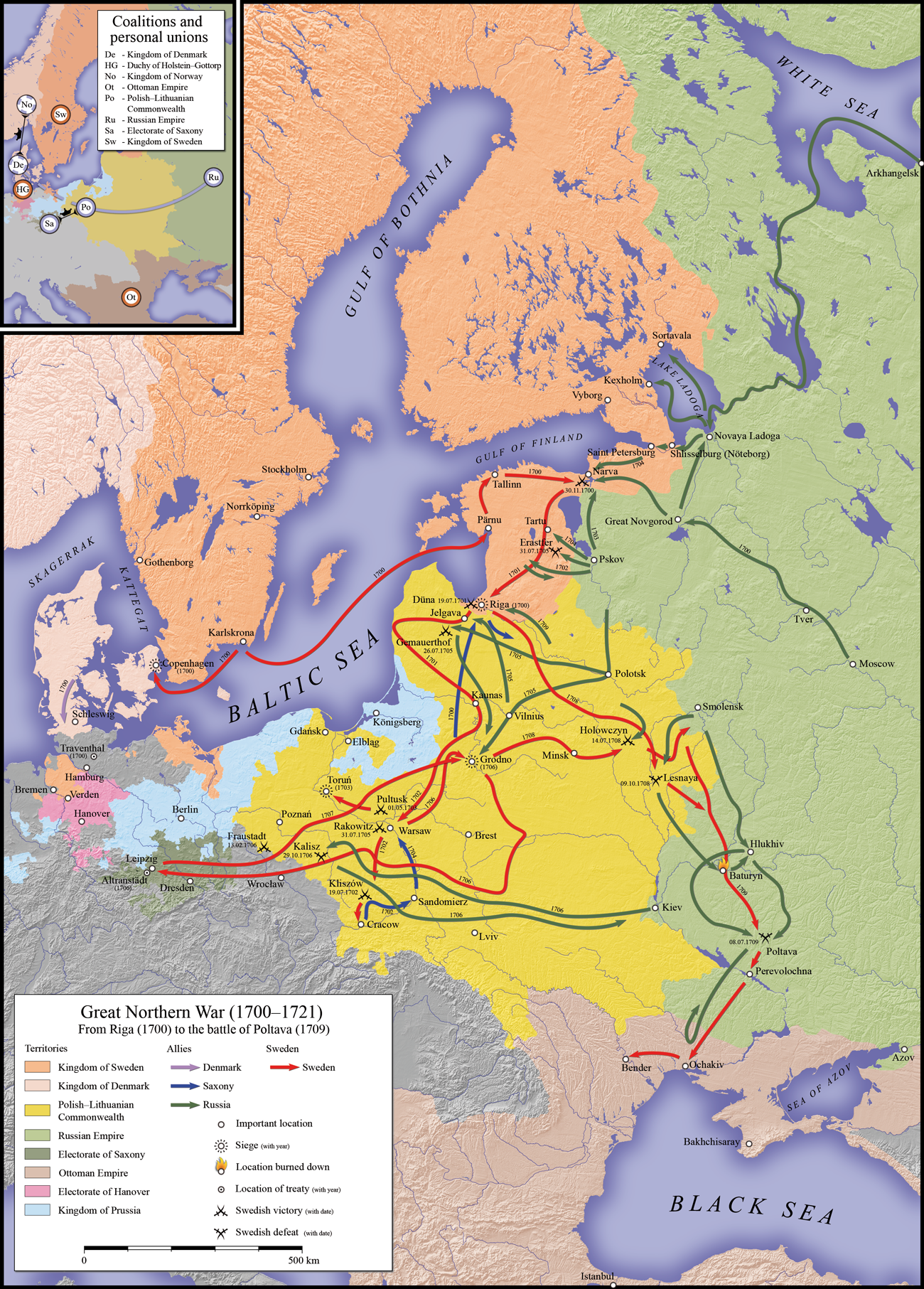
Andamento generale delle operazioni durante la prima fase del conflitto (1700-1709).

Il 22 febbraio 1700, senza una formale dichiarazione di guerra, truppe sassoni comandate da Johann Patkul e dal generale Jacob Heinrich von Flemming (la Confederazione polacca, alle prese con una guerra civile nei suoi territori lituani, negò inizialmente il suo sostegno alla campagna intrapresa da Augusto II) varcarono il confine tra Polonia e Livonia e diressero sul porto di Riga: un tentativo di catturare di sorpresa la città fu sventato dai difensori svedesi, e le truppe di Flemming si disposero quindi per un assedio. Il 1º marzo seguente, invece, un esercito danese invase l'Holstein-Gottorp e pose l'assedio alla fortezza di Tönning, principale piazzaforte fortificata della regione e recentemente rinforzata dall'arrivo di un contingente svedese; infine, alla fine di settembre un'armata russa di 30-35000 uomini guidata dallo stesso zar Pietro invase l'Ingria svedese e mise sotto assedio la fortezza di Narva, anche se la piccola guarnigione svedese fu in grado di resistere.
I coalizzati non si aspettavano che gli svedesi, assaliti simultaneamente su più fronti molto distanti l'uno dall'altro, potessero organizzare una resistenza efficace, ma il giovane Carlo XII fu ben presto capace di lanciare una controffensiva. Grazie al sostegno da parte delle "potenze marittime" (Regno d'Inghilterra e Province Unite), la marina svedese fu in grado di mantenere il controllo delle rotte navali del Baltico e di obbligare la flotta danese a rimanere in porto; radunata una piccola armata, il 4 agosto 1700 Carlo XII in persona guidò un'invasione anfibia della Sjælland sbarcando a Humlebæk e cogliendo completamente di sorpresa i danesi, e dopo aver stabilito una solida testa di ponte mosse verso Copenaghen. Con il grosso delle sue forze impegnato nell'Holstein, Federico IV era incapace di difendere la capitale e si affrettò a intavolare delle trattative con gli svedesi; il 18 agosto i due monarchi siglarono quindi la pace di Travendal: la Danimarca si impegnò a ritirare le sue truppe dall'Holstein e ad abbandonare l'alleanza anti-svedese, oltre a pagare una compensazione monetaria per i costi della guerra.
Dopo aver ristabilito la situazione a occidente, Carlo spostò la sua attenzione a oriente: sbarcato in Estonia a fine ottobre, il monarca radunò in fretta un'armata di circa 11000 uomini e mosse in soccorso della guarnigione di Narva. Il 30 novembre 1700, nel bel mezzo di una tempesta di neve, l'armata svedese attaccò le forze russe davanti Narva, salite a 37000 uomini comandati dal generale Carlo Eugenio di Croÿ dopo il rientro in patria dello zar: l'opera di modernizzazione di Pietro aveva riguardato anche le forze armate, ma l'esercito russo rimaneva ancora una forza poco organizzata e con un addestramento primitivo e sotto l'assalto frontale degli svedesi l'armata di Croÿ collassò; il generale fu preso prigioniero e le sue forze completamente annientate, con circa 9000 morti e 20000 prigionieri oltre a centinaia di cannoni e bandiere abbandonate agli svedesi. In nove mesi Carlo aveva ristabilito la posizione svedese, conducendo due campagne vittoriose e neutralizzando due dei suoi tre avversari; apparentemente sprezzante delle capacità militari mostrate dai russi a Narva, il monarca svedese decise di non impegnarsi a fondo in una spedizione contro la Russia e volse invece la sua attenzione alla Polonia.

### La campagna di Polonia

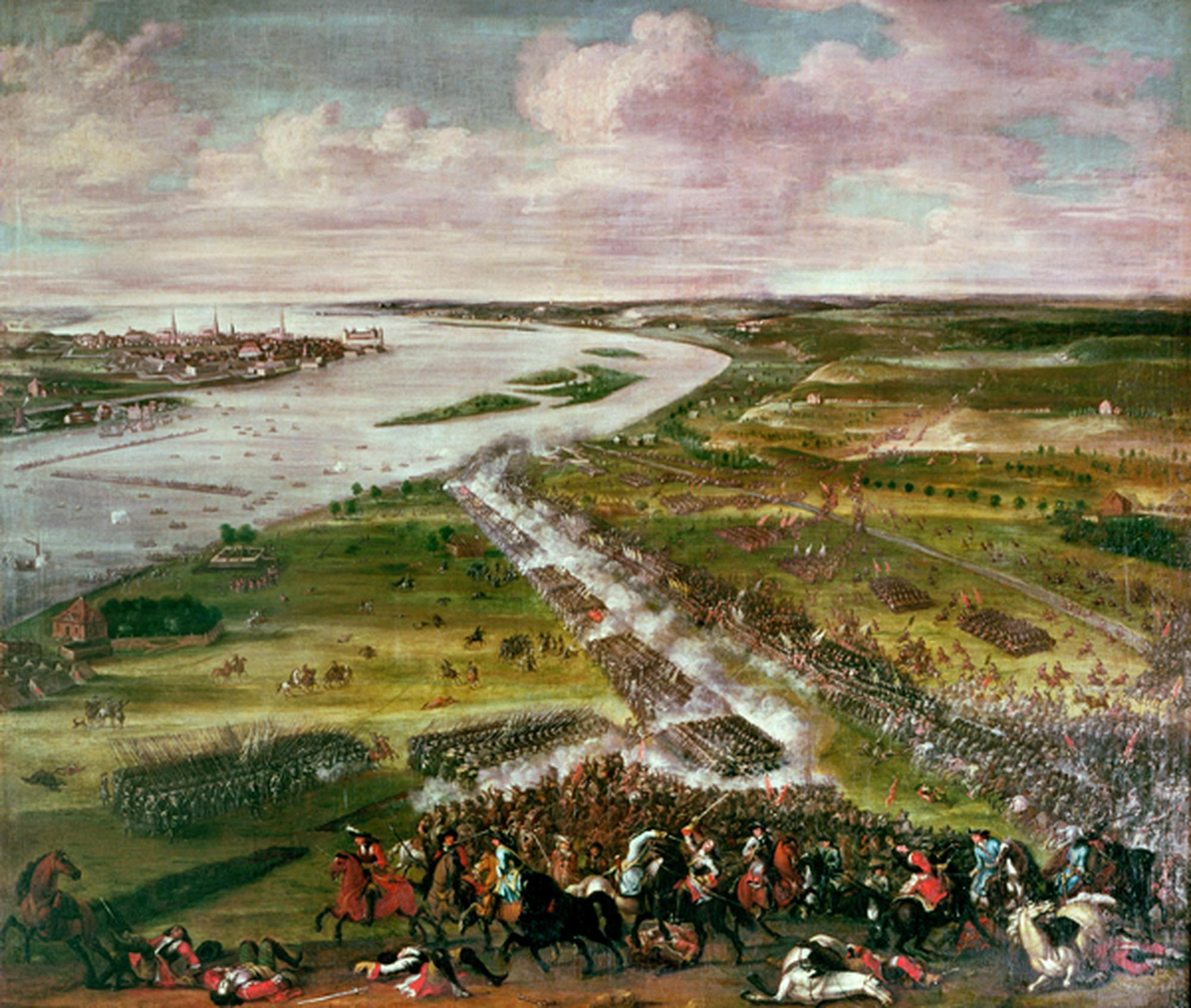
La battaglia del Düna in un quadro svedese del XVIII secolo.

L'armata svedese si accampò a Dorpat, in Estonia, svernando e preparandosi a marciare verso Riga; nel maggio del 1700 una colonna di rinforzo svedese era riuscita a forzare le linee d'assedio sassoni e a portare rinforzi alla città, ma in estate una nuova armata sassone sotto il generale Adam Heinrich von Steinau aveva ripreso il blocco, venendo poi rinforzata da un contingente russo sotto il comando del principe Anikita Ivanovič Repnin per un totale di circa 28000 uomini. Nel giugno del 1701 Carlo XII mosse la sua armata dall'Estonia alla volta di Riga, dove i russo-sassoni si erano attestati in un campo fortificato protetto dal fiume Düna; il 19 luglio, a bordo di una flottiglia di natanti improvvisati, 7000 svedesi forzarono il passaggio del Düna e misero in rotta l'armata di Steinau, catturando diversi cannoni e bandiere. L'armata alleata si disgregò nel ripiegamento, con i sassoni che trovarono rifugio oltre il confine con la neutrale Prussia e i russi di Repnin che invece si ritirarono alla volta della loro madrepatria; con la via aperta davanti a sé, Carlo mosse la sua armata in Curlandia (all'epoca un ducato vassallo della Confederazione polacco-lituana) catturando dopo brevi assedi le piazzeforti di Mitau e Dünamünde.
La liberazione di Riga e la caduta della Curlandia aprirono agli svedesi la strada per la Polonia: benché la Confederazione polacco-lituana si fosse mantenuta formalmente neutrale durante le prime fasi del conflitto, Carlo si pose come obiettivo la rimozione di Augusto dal trono di Varsavia, disprezzandone la sua natura di "monarca elettivo" invece che "per diritto divino". L'armata svedese invase il territorio della Confederazione a metà del 1702, cercando lo scontro decisivo con l'esercito nemico invece di impegnarsi in costosi assedi; occupata Varsavia il 12 maggio 1702, il 19 luglio seguente gli svedesi agganciarono l'armata polacco-sassone di Augusto II nelle vicinanze di Kielce: nella seguente battaglia di Klissow gli svedesi misero ancora una volta in rotta un'armata grande il doppio della loro, infliggendole molte perdite. Federico IV di Holstein-Gottorp, che accompagnava l'armata svedese, rimase ucciso da un colpo di artiglieria durante la battaglia, e al suo posto sul trono del ducato gli succedette il figlio Carlo Federico.
La conclusione della guerra civile lituana con la vittoria dell'atamano ribelle Grzegorz Antoni Ogiński ai danni della potente famiglia dei Sapieha (ostile ad Augusto II e all'unione con la Polonia) aveva lasciato una situazione precaria nelle regioni orientali della Confederazione, e Carlo decise di approfittarne: distaccata dal corpo principale, una piccola armata svedese sotto il generale Adam Ludwig Lewenhaupt sconfisse le forze di Ogiński e un contingente russo giunto in suo rinforzo nella battaglia di Saladen il 29 marzo 1703, raccogliendo diversi sostenitori alla causa svedese. Dopo aver svernato a Varsavia, Carlo XII mosse il grosso delle sue forze verso est e il 1º maggio 1703 sconfisse i polacco-sassoni di von Steinau nella battaglia di Pułtusk; l'importante fortezza di Toruń fu posta sotto assedio pochi giorni dopo, capitolando infine il 14 ottobre 1703. I continui successi svedesi stavano ormai portando molti elementi della nobiltà polacca dalla loro parte: il 14 febbraio 1704 una "confederazione" di magnati e notabili riuniti a Varsavia sotto l'egida degli svedesi proclamò la destituzione di Augusto II dal trono della Confederazione eleggendo poi al suo posto, il 12 luglio seguente, il nobile polacco Stanislao Leszczyński; diversi elementi della nobiltà soprattutto lituana e della Piccola Polonia, tuttavia, rimasero fedeli ad Augusto II e il 20 maggio 1704 diedero vita alla "Confederazione di Sandomierz", scatenando una guerra civile contro i sostenitori di Leszczyński.
Le forze svedesi dovettero impegnarsi a fondo per sostenere il traballante regime di Leszczyński: il 5 agosto 1704 l'armata del generale Lewenhaupt sconfisse una forza mista di lituani di Ogiński e truppe russe alleate intenta a invadere la Curlandia nella battaglia di Jakobstadt, mentre Carlo XII respinse una puntata sassone nella Polonia occidentale nella battaglia di Punitz del 28 ottobre seguente. Il 26 luglio 1705 Lewenhaupt colse un altro successo in Curlandia sconfiggendo nella battaglia di Gemauerthof un'armata russa sotto il maresciallo di campo Boris Petrovič Šeremetev, anche se non fu in grado di impedire a un'altra forza russa guidata dallo zar e dal principe Repnin di catturare il 14 settembre seguente la fortezza di Mitau; il 31 luglio 1705, invece, il generale svedese Carl Nieroth colse un importante successo nella battaglia di Varsavia: una forza polacco-sassone sotto il generale livone Otto Arnold von Paykull lanciò una puntata contro la capitale polacca, ma venne pesantemente sconfitta alle porte della città e lo stesso Paykull, preso prigioniero, fu giustiziato per tradimento dagli svedesi. Questi successi consolidarono la posizione di Leszczyński, che il 4 ottobre 1705 fu formalmente incoronato re della Confederazione polacco-lituana; come primo suo atto, il nuovo monarca sottoscrisse il 28 novembre seguente un trattato di pace e alleanza con la Svezia.
Per la fine del 1705, russi e sassoni cercarono di coordinare un'invasione della Polonia da est e da ovest, ma andarono incontro a nuove sconfitte. Ai primi di gennaio del 1706 Carlo XII raccolse velocemente un esercito e marciò verso est, intrappolando l'armata russa del generale Georg Benedikt von Ogilvy nella città di Hrodna e infliggendole poi numerose perdite quando questa cercò di ritirarsi verso la fine del marzo seguente; il 13 febbraio 1706, invece, il maresciallo svedese Carl Gustav Rehnskiöld sorprese un'armata russo-sassone sotto il generale Johann Matthias von der Schulenburg intenta a radunarsi nella Polonia occidentale e le inflisse una pesante sconfitta nella battaglia di Fraustadt. Forte di questi successi, a metà del 1706 Carlo XII condusse personalmente un'invasione della stessa Sassonia, rimasta praticamente indifesa dopo la sconfitta di Fraustadt, spingendo finalmente Augusto II al tavolo delle trattative: il 24 settembre 1706 i due monarchi sottoscrissero il trattato di Altranstädt, con cui Augusto II rinunciò formalmente alle sue pretese sul trono polacco e ruppe la sua alleanza con la Russia zarista; sempre come conseguenza del trattato, Johann Patkul, l'artefice dell'alleanza anti-svedese, fu estradato in Svezia e qui giustiziato per tradimento.

### Le campagne russe in Ingria ed Estonia

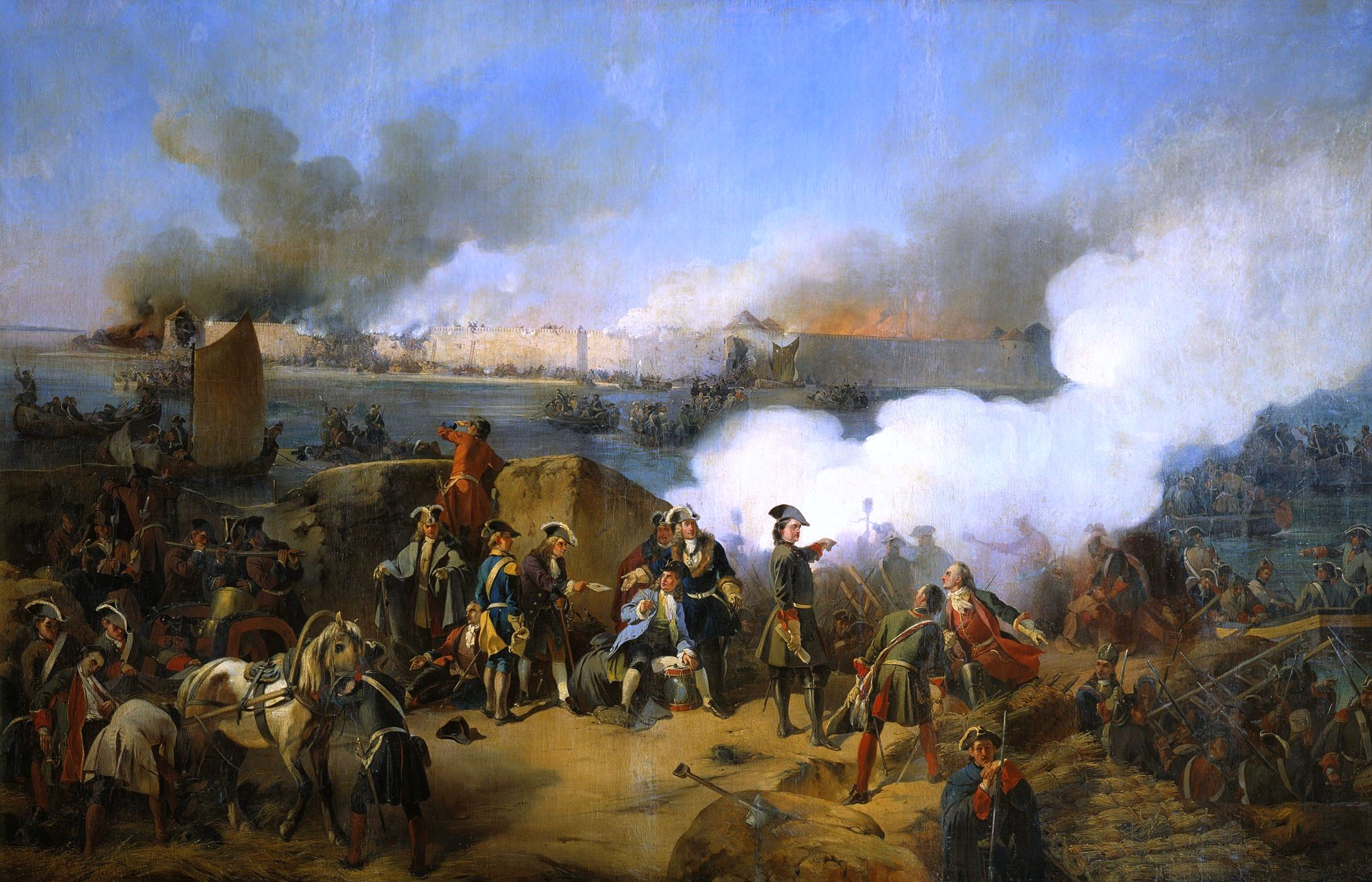
Le forze russe assediano Nöteborg in un quadro del 1846.

La pesante sconfitta di Narva nel novembre del 1700 aveva dimostrato lo stato di impreparazione delle forze russe, non ancora capaci di competere alla pari con un esercito moderno e perfettamente addestrato come quello svedese; visto tuttavia che per i successivi sei anni l'attenzione di Carlo XII si concentrò sulla Polonia, allo zar Pietro venne offerto un periodo di relativa "tregua" durante il quale riorganizzare il suo esercito e fargli acquisire la necessaria esperienza bellica.
Mentre la principale armata svedese era impegnata con una serie di campagne in terra polacca, le riorganizzate forze russe concentrarono la loro attenzione sui possedimenti svedesi posti attorno al Golfo di Finlandia: dopo aver condotto alcune incursioni minori nei mesi precedenti, nel settembre del 1701 un'armata russa sotto il maresciallo Šeremetev invase la Livonia svedese, affrontando la piccola armata del generale Wolmar Anton von Schlippenbach lasciata da Carlo a presidio dei suoi domini; le forze di Šeremetev incapparono in una prima sconfitta nella battaglia di Rauge il 15 settembre, ma il 9 gennaio 1702 ottennero invece un'importante vittoria nella battaglia di Erastfer, il primo chiaro successo ottenuto dai russi dall'inizio del conflitto. I russi rimasero sulla difensiva per gran parte del 1702, ma in estate lanciarono una nuova offensiva e il 29 luglio 1702 Šeremetev inflisse un'altra pesante sconfitta alle forze svedesi nella battaglia di Hummelshof; Schlippenbach riuscì a salvare parte della sua armata, ma ricevette l'ordine di inviare quante più truppe possibile in appoggio di Lewenhaupt in Curlandia e poté fare poco per contenere le successive offensive russe.

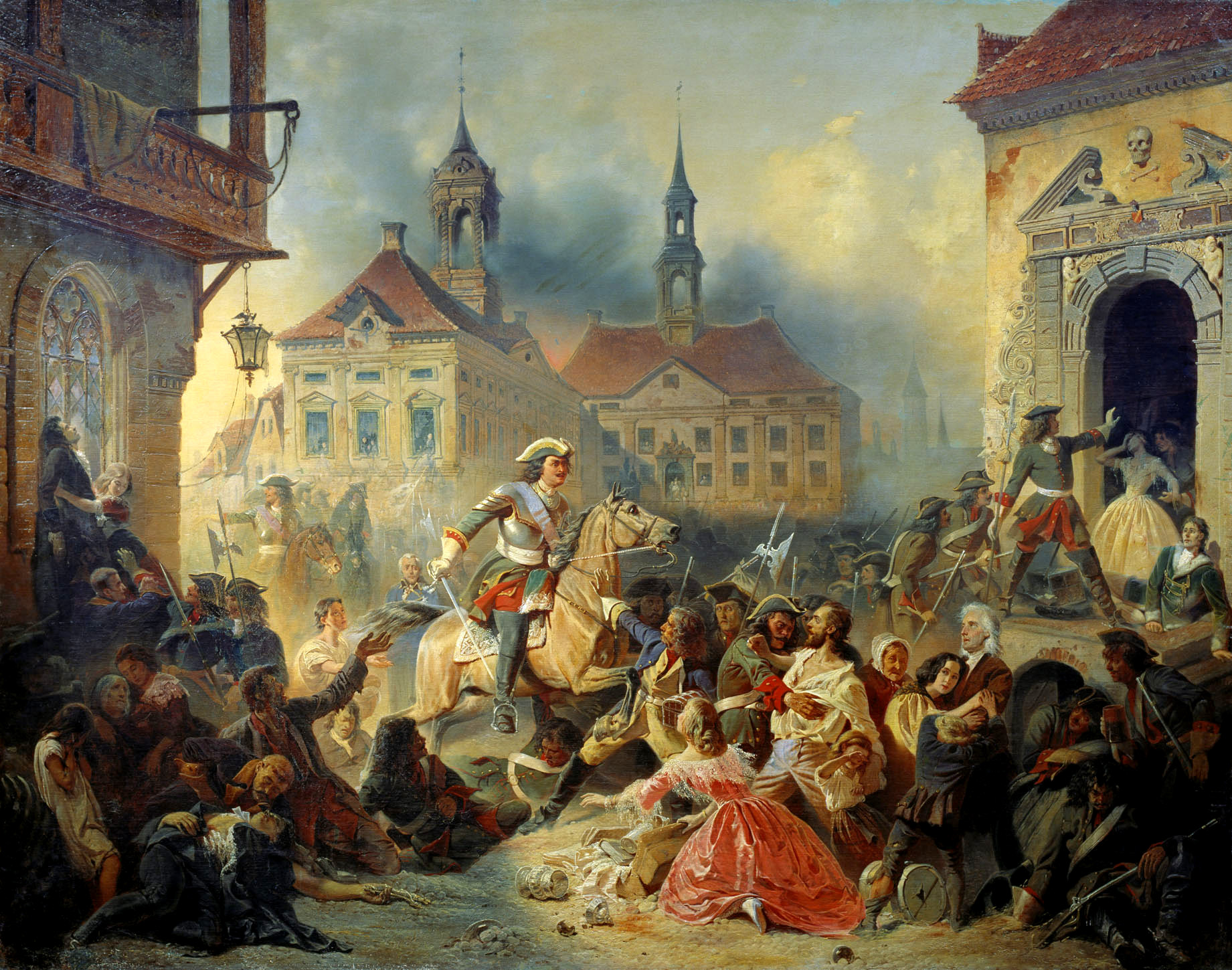
Pietro I ferma i saccheggi dei suoi soldati dopo la conquista di Narva in un quadro del 1859.

Incoraggiato da questi primi successi, per la fine del 1702 lo zar autorizzò una nuova offensiva in Ingria, onde approfittare della dispersione delle forze svedesi: il 7 ottobre 1702 le forze russe guidate da Pietro e da Šeremetev posero l'assedio alla fortezza svedese di Nöteborg, importante piazzaforte posta a protezione della valle del Neva nel punto dove il fiume nasce dal lago Ladoga, espugnandola poi il 22 ottobre seguente; proseguendo la loro azione, i russi assalirono poi la fortezza di Nien, all'altra estremità della valle nel punto dove il fiume entra nel Golfo di Finlandia, occupandola per il 1º marzo 1703. L'occupazione russa della valle del Neva ebbe profondi influssi sull'andamento del conflitto: il 27 maggio 1703, su una piccola isoletta alla foce del Neva, Pietro I fece innalzare una massiccia fortezza avviando anche, in una zona paludosa nelle vicinanze poi progressivamente bonificata, l'edificazione di una nuova città, battezzata "San Pietroburgo" e destinata a diventare, nel 1712, la nuova capitale della Russia. L'occupazione della valle del Neva rappresentò inoltre la riuscita del progetto di Pietro volto ad ottenere per la Russia uno stabile sbocco sui mari europei: insieme alla vicina isola-fortezza di Kronštadt, le cui fortificazioni furono inaugurate il 18 maggio 1704, San Pietroburgo divenne la principale base navale russa sul Baltico, e lo stesso Pietro diede immediatamente disposizioni perché venisse organizzata una massiccia flotta con cui contendere agli svedesi il dominio del bacino.
Nel corso del 1704 le forze russe lanciarono una vittoriosa offensiva lungo la costa settentrionale dell'Estonia: dopo la vittoria conseguita ai danni delle sparute truppe di Schlippenbach nella battaglia di Wesenberg (26 giugno 1704), le forze russe investirono per la seconda volta la fortezza di Narva, espugnandola infine con un assalto il 9 agosto 1704. I russi si attestarono quindi sulla difensiva, limitandosi a respingere alcune incursioni svedesi contro la valle del Neva e a tentare, nell'ottobre del 1706, un primo assedio della fortezza di Vyborg, tentativo poi abbandonato a causa delle strade poco praticabili che rendevano impossibile trasportare un adeguato numero di cannoni pesanti.

### L'invasione della Russia

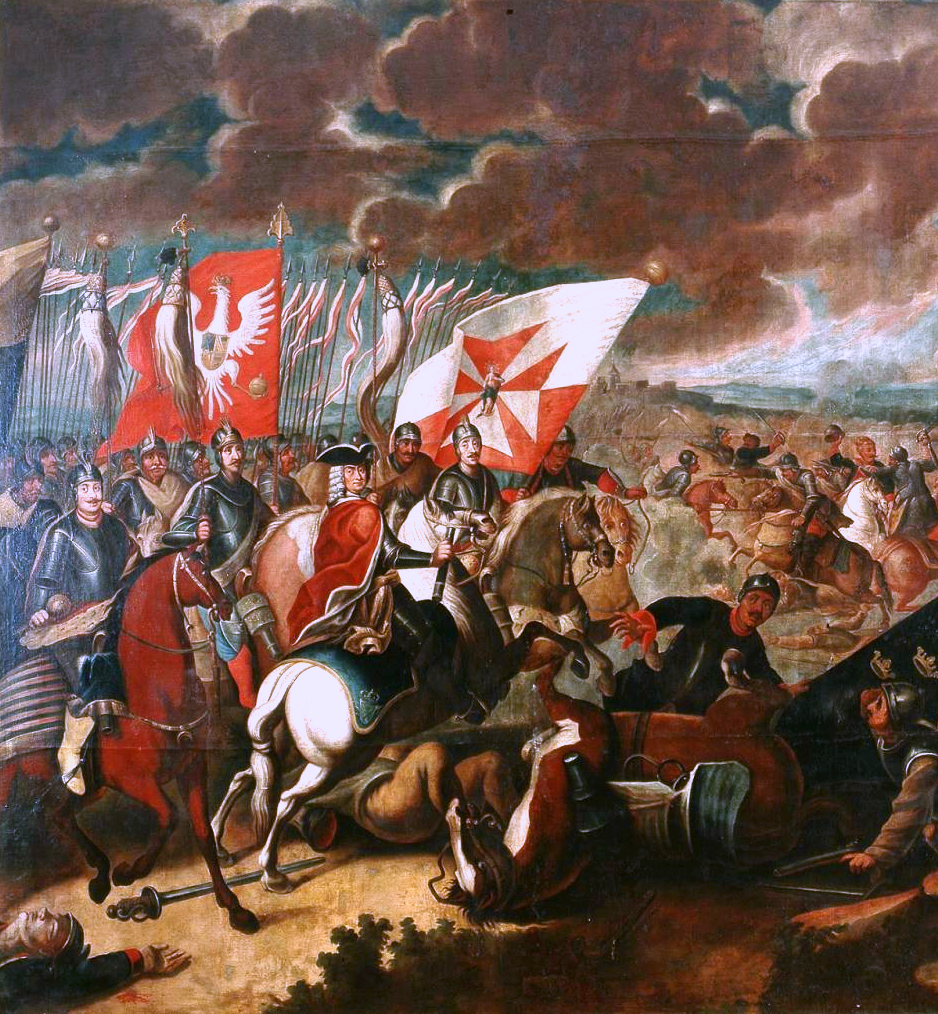
La battaglia di Kalisz in un quadro del XVIII secolo.

Le vittorie svedesi in Polonia e la firma del trattato di Altranstädt non furono sufficienti per portare il conflitto a una conclusione: nonostante la sconfitta di Hrodna, nel settembre del 1706 una seconda armata russa sotto il generale Aleksandr Danilovič Menšikov invase la Polonia occidentale e, ricongiuntasi con unità sassoni e polacche fedeli ad Augusto II (non ancora avvisate della firma del tratto di pace), inflisse una pesante sconfitta alle forze di Stanislao Leszczynski e dei suoi alleati svedesi nella battaglia di Kalisz il 29 ottobre 1706, arrivando anche a occupare brevemente Varsavia. Con la Russia ancora parte attiva del conflitto, a Carlo XII non restava altro che lanciare un'offensiva diretta verso il territorio russo, sperando di portare infine lo zar al tavolo della pace negoziando da una posizione di forza.
Dopo aver radunato nuove truppe nei suoi accantonamenti in Sassonia, sul finire dell'agosto del 1707 Carlo XII e il maresciallo Rehnskiöld condussero in Polonia una nuova armata; dietro ordine dello zar, Menšikov e le sue truppe ripiegarono lentamente verso est, rifiutando lo scontro frontale e trincerandosi nei dintorni di Varsavia. Dopo una pausa per radunare nuove truppe e permettere al gelo invernale di migliorare le strade, sul finire del dicembre 1707 Carlo XII forzò il corso gelato della Vistola e aggirò le posizioni russe attorno a Varsavia: Menšikov rifiutò lo scontro e si ritirò ancora più a est, applicando una rigida politica di terra bruciata onde negare agli svedesi ogni tipo di rifornimenti. Carlo XII aggirò il territorio saccheggiato dai russi e ai primi di febbraio fece il suo ingresso a Hrodna; viste le devastazioni causate dai russi in Polonia, il sovrano decise di scartare una manovra verso nord alla volta di San Pietroburgo (mossa che avrebbe trasformato la Livonia svedese in un campo di battaglia) e di puntare invece direttamente su Mosca per la via più breve, attraverso il varco tra i fiumi Dvina e Dnepr, lì dove sorgeva la città di Smolensk. Prevedendo una crisi dei rifornimenti a causa della tattica della terra bruciata adottata dai russi, il sovrano svedese inviò Lewenhaupt a Riga a raccogliere ulteriori truppe e un convoglio completo di salmerie, dandogli istruzioni di ricongiungersi all'armata principale vicino al confine tra Russia e Polonia; al tempo stesso, Carlo XII ordinò al generale Georg Lybecker, comandante delle forze svedesi in Finlandia, di condurre delle mosse offensive in direzione di San Pietroburgo, onde attirare truppe russe al nord e distrarre l'attenzione dello zar.

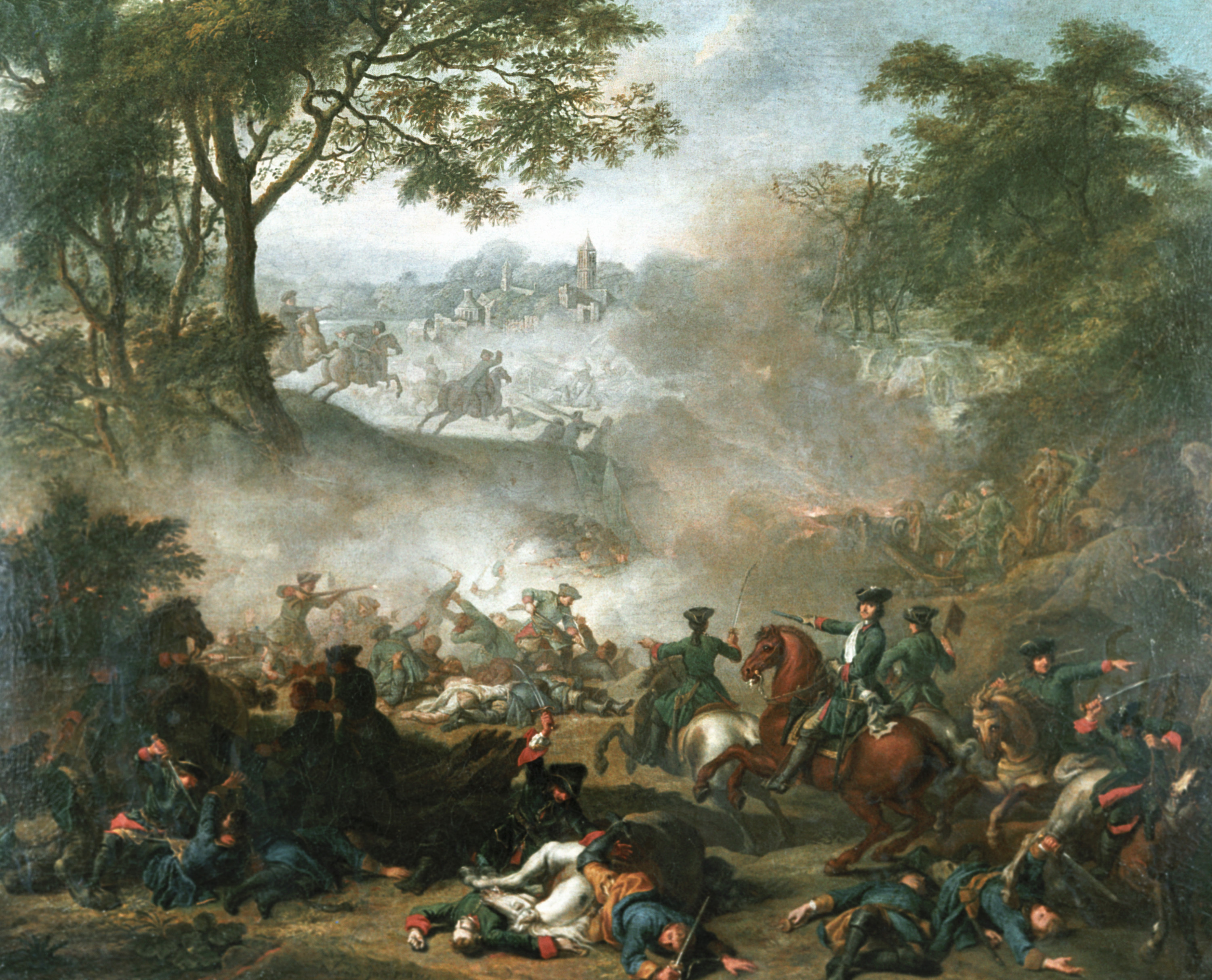
La battaglia di Lesnaja in un quadro dell'epoca.

Nel corso delle prime settimane del 1708 gli svedesi ripresero la loro marcia verso il confine russo-polacco; le forze di Menšikov si ricongiunsero con l'armata principale sotto il maresciallo Šeremetev, e i russi si trincerarono dietro alcuni corsi d'acqua minori davanti Smolensk. Dopo varie inconcludenti scaramucce minori, i due contendenti si affrontarono il 14 luglio 1708 nella battaglia di Holowczyn: con una piccola forza, Carlo XII forzò il corso del fiume Vabich e distrusse la divisione russa del principe Repnin che lo difendeva, obbligando Šeremetev a ordinare una ritirata generale. Gli svedesi ripresero la loro marcia verso est, mentre i russi tornarono alla loro tattica della terra bruciata, rifiutando ogni ulteriore scontro frontale; per diverse settimane i due contendenti marciarono e contromarciarono nella zona a sud di Smolensk: due violenti scontri secondari furono combattuti a Malatitze il 10 settembre e a Rajovka il 20 settembre, ma senza particolari risultati.
Minor successo ebbero anche le forze svedesi dispiegate sui teatri secondari: l'offensiva di Lybecker in direzione di San Pietroburgo portò a una vittoria sulle forze dell'ammiraglio Fëdor Matveevič Apraksin nella battaglia della Neva (9 settembre 1708), ma il generale non tentò un attacco alla città a causa della carenza di artiglieria pesante e dopo un'inconcludente campagna dovette far ritirare via mare le sue truppe. Più disastrosa fu la spedizione di Lewenhaupt che, lasciata Riga nel tardo giugno alla testa di un enorme convoglio di carri pieni di rifornimenti, procedette molto a rilento a causa del pessimo stato delle strade. Lasciata l'armata principale a Šeremetev con il compito di tenere d'occhio il corpo centrale degli svedesi, Pietro prese Menšikov e una "colonna volante" di truppe a cavallo e mosse in direzione delle forze di Lewenhaupt, sorprendendole il 9 ottobre mentre cercavano un guado sul fiume Sož; la seguente battaglia di Lesnaja fu uno scontro duro e inconcludente, almeno finché Lewenhaupt non decise di sganciarsi con una ritirata notturna: le forze svedesi si disgregarono durante il ripiegamento nell'oscurità e diversi reparti furono fatti prigionieri. Lewenhaupt e circa metà della sua forza originaria riuscirono poi a ricongiungersi con l'armata di Carlo XII per il 19 ottobre ma senza gli sperati rifornimenti, andati distrutti durante il ripiegamento.

### Disastro in Ucraina

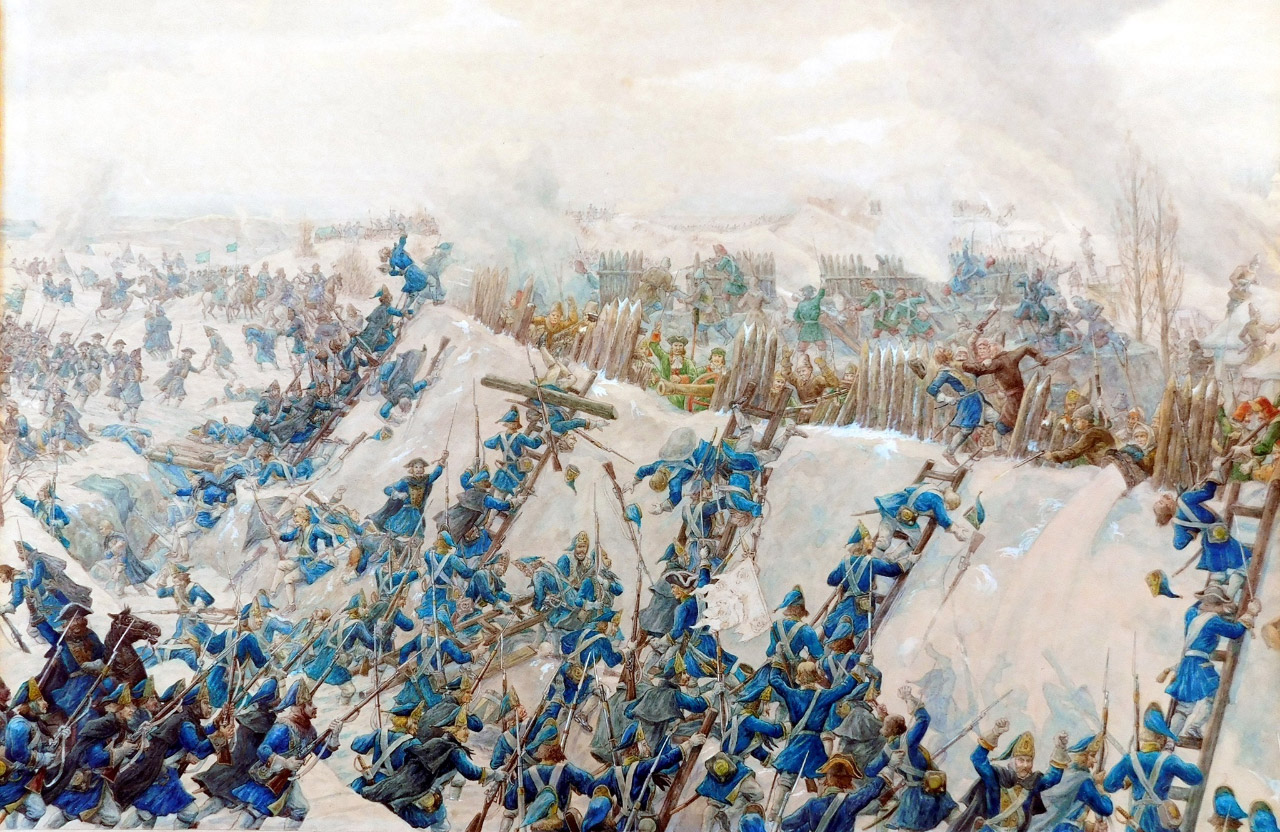
Gli svedesi assaltano il forte di Veprik in una stampa moderna.

La sconfitta di Lesnaja obbligò Carlo ad abbandonare la strada per Mosca e a rivedere i suoi piani; sviluppi favorevoli agli svedesi stavano intanto avendo luogo in Ucraina: l'Etmanato cosacco, l'entità statale che raccoglieva i cosacchi della cosiddetta "riva sinistra ucraina" (la parte dell'Ucraina a est del fiume Dnepr), era da tempo un vassallo russo e aveva iniziato la guerra a fianco delle forze dello zar, conducendo alcune campagne contro i cosacchi ribelli alla Confederazione polacco-lituana nella speranza che ciò portasse al riconoscimento delle sue pretese sulla "riva destra ucraina" (il territorio a ovest del Dnepr, perduto a favore dei polacchi dopo la guerra russo-polacca del 1654-1667); l'ingerenza russa nelle questioni interne dello stato e il rifiuto dello zar di riconoscere le pretese territoriali dei cosacchi spinsero però l'atamano Ivan Mazeppa a rompere la sua alleanza con i russi e ad offrire, nell'ottobre del 1708, il suo aiuto alla campagna svedese. Carlo mosse quindi la sua armata verso sud, alla volta dell'Ucraina, sperando di ricevere abbondanti rifornimenti dai suoi nuovi alleati con cui continuare la campagna, ma la sua marcia fu rallentata da una serie di scaramucce contro i russi; reagendo rapidamente alla ribellione di Mazeppa, il 2 novembre 1708 una colonna volante russa sotto il comando del generale Menšikov attaccò a sorpresa la capitale cosacca, Baturyn, la saccheggiò e la diede alle fiamme: i cosacchi riuscirono a consegnare agli svedesi alcune città fortificate in cui stabilire solidi quartieri invernali, ma l'appoggio che Mazeppa poteva fornire a Carlo si ridusse considerevolmente.

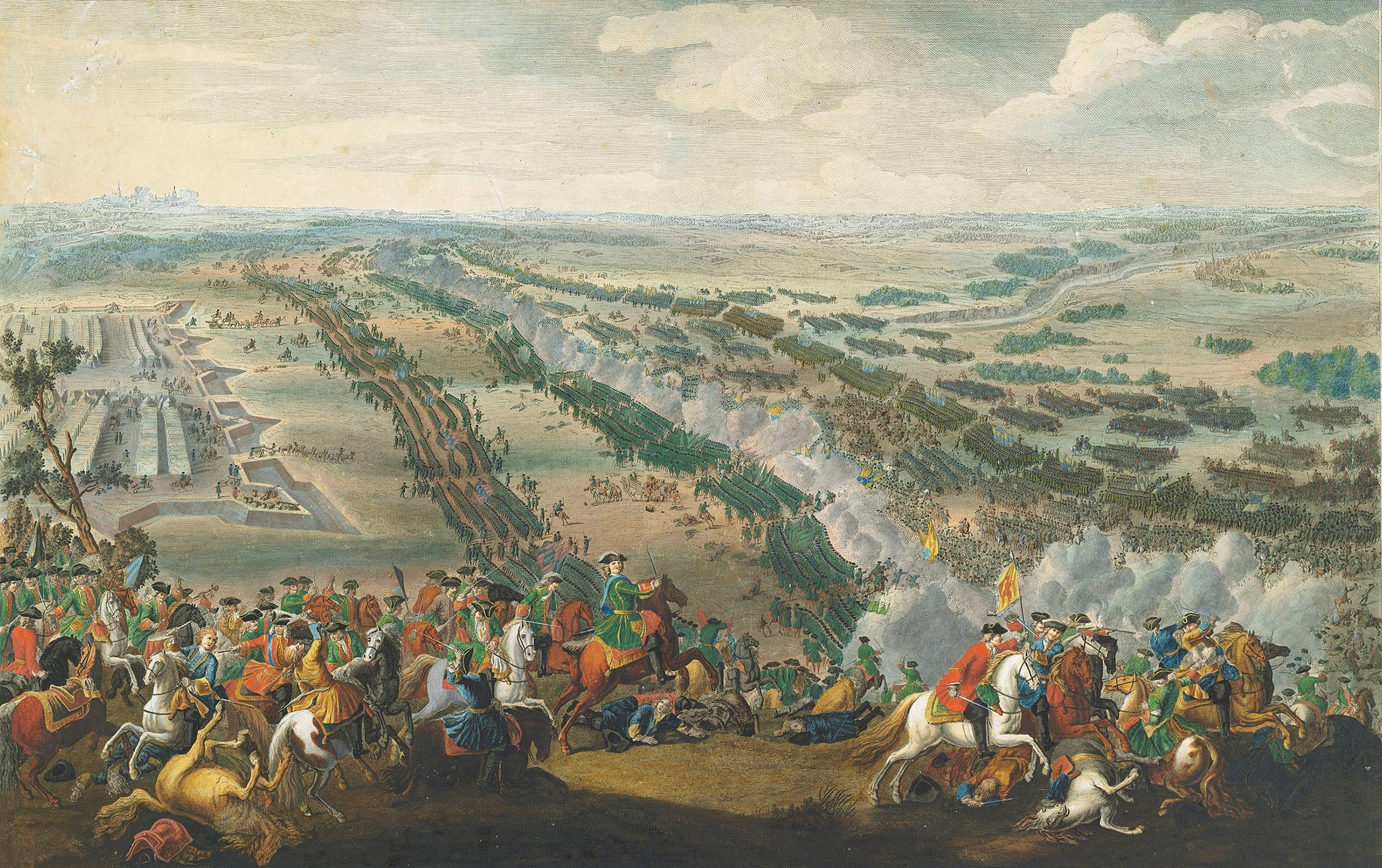
La battaglia di Poltava in un quadro dell'epoca.

L'inverno del 1709 venne ricordato come uno dei più freddi mai registrati in Europa, ma ciò non arrestò le operazioni belliche: entrambi i contendenti continuarono a condurre azioni su piccola scala e scaramucce contro l'avversario, principalmente per mantenere la sicurezza dei propri quartieri invernali e per insidiare quelli dell'avversario. Un'azione particolarmente sanguinosa si svolse il 9 gennaio 1709, quando Carlo e Rehnskiöld guidarono un nutrito contingente svedese all'assalto di un piccolo forte nei pressi di Veprik: la guarnigione russa tenne duro per tutta la giornata prima di capitolare per mancanza di munizioni, non prima di aver inflitto 400 morti e 600 feriti (tra cui lo stesso Rehnskiöld) agli svedesi. Il continuo logorio di uomini iniziava a impensierire Carlo, anche perché le sue linee di comunicazione erano tutt'altro che sicure: il precedente 21 novembre 1708 l'armata di Stanislao Leszczynski aveva subito una pesante sconfitta ad opera dei sostenitori del deposto Augusto II nella battaglia di Koniecpol, e la Polonia era tornata ad essere in subbuglio

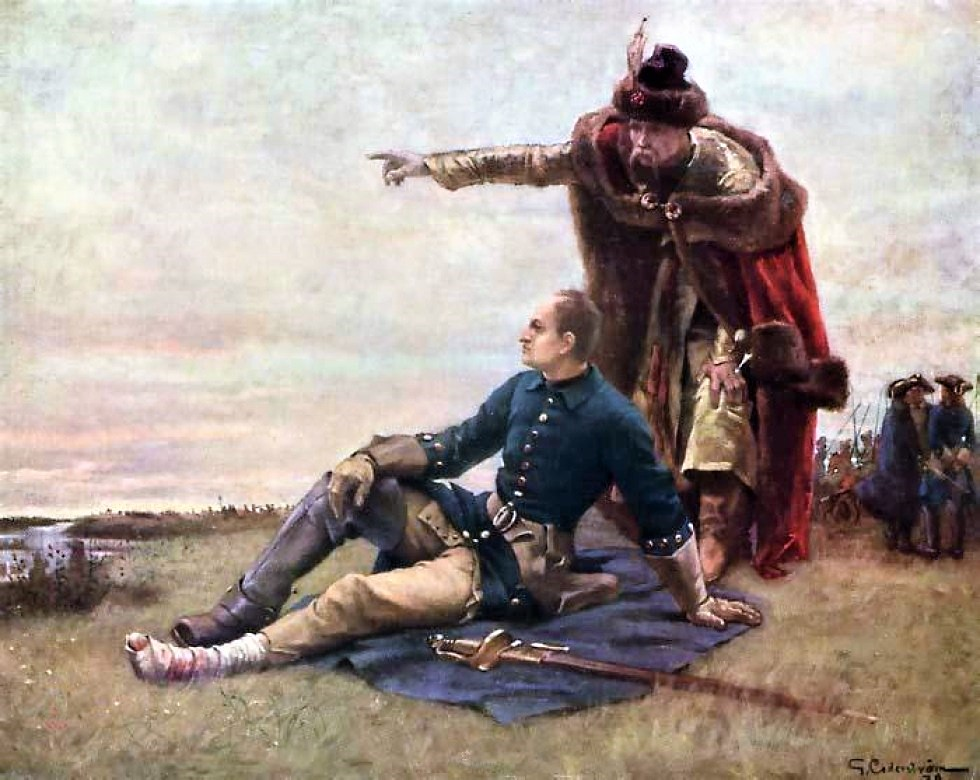
Carlo XII e Mazeppa sulle rive del Dnepr dopo il disastro di Poltava.

In marzo Carlo XII mosse la sua armata ulteriormente verso sud, nella speranza di trovare nuovi alleati nei Cosacchi Zaporoghi dell'Ucraina meridionale o presso l'Impero ottomano, due storici nemici dei russi; all'inizio di maggio l'armata svedese si concentrò nei pressi della cittadina di Poltava, difesa da una guarnigione russa: gli svedesi posero l'assedio alla città, ma le operazioni procedettero a rilento e per la fine di giugno la guarnigione russa continuava a resistere. Menšikov, ora al comando dell'armata russa, portò le sue forze in appoggio della guarnigione, prendendo posizione a oriente del fiume Vorlska e conducendo una serie di incursioni contro le linee svedesi; fu durante una di queste scaramucce che il 28 giugno Carlo rimase ferito a un piede da un colpo di moschetto: il sovrano sopravvisse alla ferita, ma dovette lasciare il comando dell'armata a Rehnskiöld. Pietro si ricongiunse alla sua armata verso fine mese, e i russi attraversarono in massa il Vorlska trincerandosi in un campo fortificato sei chilometri a nord di Poltava; vista la vicinanza delle due armate, lo scontro divenne inevitabile. L'8 luglio 1709 Rehnskiöld e Lewenhaupt (Carlo, ferito, fece da mero spettatore) condussero l'armata svedese in un assalto alle posizioni russe a nord di Poltava: disorganizzate dal dover espugnare alcune fortificazioni avanzate, le truppe svedesi si trovarono davanti alla massiccia concentrazione di fuoco messa in campo dalle forze russe, che riuscirono a spezzare l'impeto degli attaccanti; ributtata indietro, l'armata svedese collassò e ripiegò in completo disordine dal campo di battaglia, inseguita dalla cavalleria russa.
La battaglia di Poltava rappresentò il punto di svolta della guerra: l'armata svedese subì pesanti perdite, lasciando sul terreno circa 6900 morti e 2800 prigionieri tra cui diverse personalità di spicco (tra gli altri, il maresciallo Rehnskiöld e Carl Piper, cancelliere del regno, entrambi presi prigionieri). Carlo condusse i resti della sua armata verso sud, nella speranza di trovare rifugio presso gli ottomani, e il 10 luglio gli svedesi raggiunsero il fiume Dnepr nei pressi del piccolo villaggio di Perevolochna, dove si raccolsero; non c'erano ponti o guadi su cui l'armata potesse transitare, ed erano disponibili solo poche piccole imbarcazioni: il re fu convinto ad attraversare il fiume quella sera stessa con Mazeppa e una piccola scorta, lasciando Lewenhaupt al comando dell'armata. La mattina dopo, una colonna di cavalleria russa guidata da Menšikov raggiunse gli svedesi ancora ammassati sulle rive del fiume: Lewenhaupt schierò l'armata in linea di battaglia, ma il morale delle truppe era bassissimo e gli ufficiali poco convinti della riuscita di un combattimento; dopo lunghi negoziati, infine, Lewenhaupt accettò l'offerta di resa avanzata dai russi, e 20000 svedesi tra soldati e civili al seguito dell'armata si consegnarono al nemico. Carlo e il suo seguito riuscirono a sfuggire alla cattura, riuscendo infine a trovare rifugio oltre la frontiera con l'Impero Ottomano.

### La marea cambia

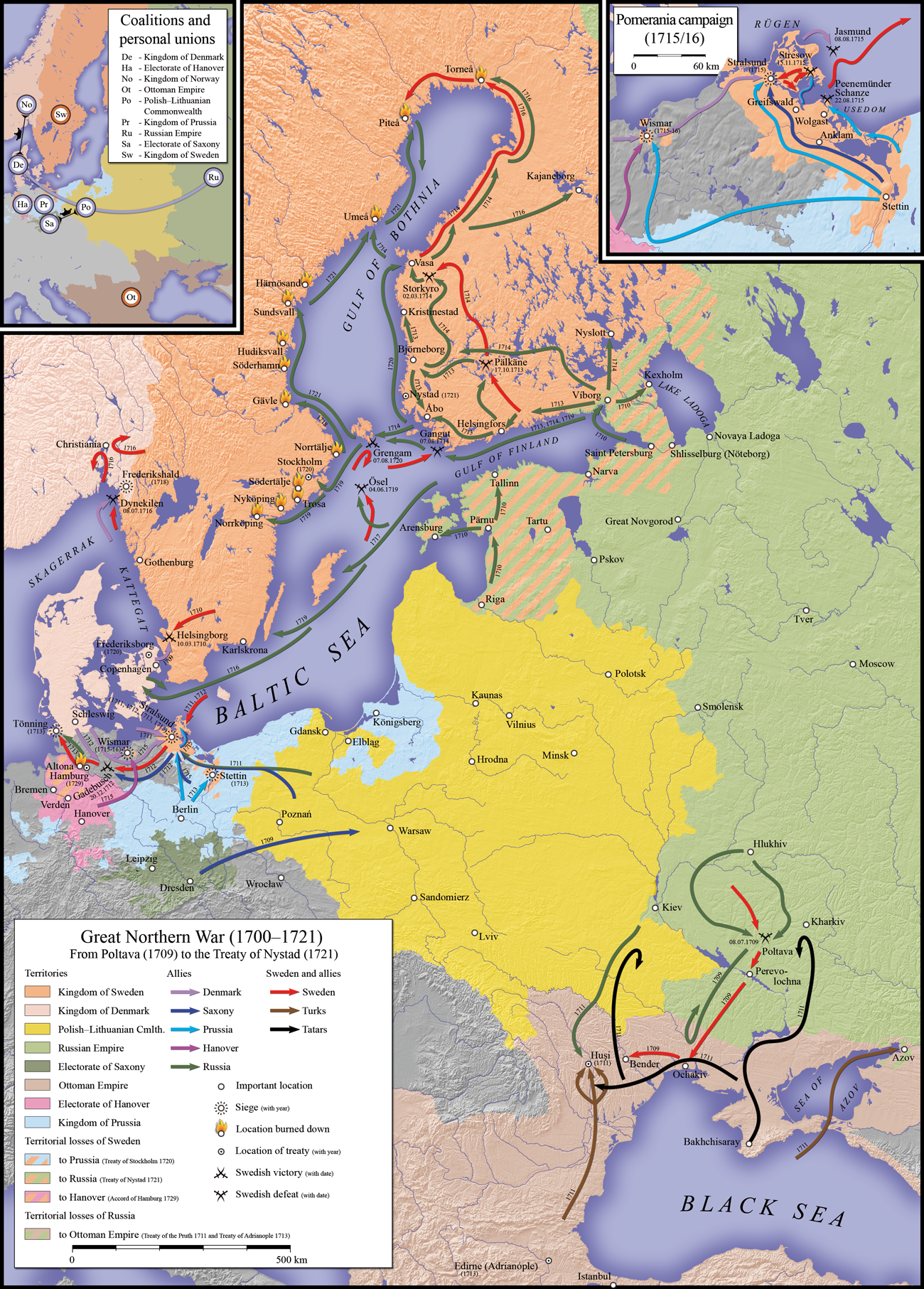
Andamento generale delle operazioni durante la seconda fase del conflitto (1709-1721).

Il disastro patito nella campagna in Ucraina rappresentò un colpo durissimo per la Svezia: la parte migliore dell'esercito svedese, gli uomini più esperti e meglio addestrati, fu completamente spazzata via, e molti degli ufficiali più preparati furono presi prigionieri; lo stesso monarca, benché fosse riuscito a trovare ospitalità nella città moldava di Bender, dove si accampò ai piedi della fortezza e rimase virtualmente prigioniero degli ottomani per molti anni. La sconfitta svedese a Poltava incoraggiò immediatamente i nemici della Svezia a riprendere le armi: l'8 agosto 1709, ad appena un mese dalla battaglia, la Danimarca-Norvegia ruppe il trattato di Travendal e dichiarò nuovamente guerra alla Svezia, mentre nello stesso periodo Augusto II rientrò in Polonia alla testa di un esercito per rivendicare il trono di Varsavia; l'autorità di Stanislao Leszczyński si dissolse rapidamente, e il sovrano dovette ben presto fuggire in Pomerania al seguito delle truppe svedesi in ritirata. Il 20 ottobre 1709 Augusto II e Pietro I siglarono il trattato di Thorn: il primo si vide riconoscere formalmente come re della Confederazione polacco-lituana, ma dovette impegnarsi a perseguitare i gruppi anti-russi presenti in Polonia e ad accettare le condizioni che lo zar gli imponeva; di fatto, Augusto avrebbe dovuto condurre i suoi affari di stato sotto l'ingerenza del suo potente vicino.
Nel novembre del 1709 un'armata danese sotto il generale Christian Detlev Reventlow attraversò l'Øresund e invase la Scania, obbligando le sparute truppe svedesi a ripiegare nella regione dello Småland e iniziando a occupare le principali roccaforti della regione; nello stesso periodo, le forze russe del maresciallo Šeremetev invasero la Livonia ponendo l'assedio a Riga, mentre nel marzo del 1710 un'armata sotto l'ammiraglio Apraksin entrò in Carelia per un nuovo assedio della fortezza di Vyborg.
L'avanzata russa fu agevolata dall'imperversare, nelle regioni baltiche, di una violenta epidemia di peste: probabilmente originario dell'Asia centrale, nel 1702 il morbo raggiunse via Costantinopoli il sud della Confederazione polacca, diffondendosi poi per tutta la Polonia seguendo le armate in marcia e gli spostamenti dei rifugiati civili in fuga dalla guerra; dopo aver mietuto migliaia di vittime nelle regioni polacche, il contagio raggiunse la costa del Baltico nel 1708 e le province svedesi di Livonia ed Estonia un anno più tardi, dove tra il 1709 e il 1711 provocò la morte del 75% della popolazione originaria. A Riga la peste, manifestatasi a partire dal maggio del 1710, spazzò praticamente via la guarnigione svedese, con appena 1500 superstiti tra gli originari 12000 soldati, e provocando, stando al rapporto dello stesso Šeremetev, altri 60000 morti tra la popolazione civile (una cifra forse esagerata) e 10000 tra le forze russe assedianti; la città, stremata, si arrese infine il 15 luglio 1710.
In Estonia, la capitale Reval, l'odierna Tallinn, fu posta sotto assedio dai russi nell'agosto del 1710. Circa 20000 persone tra abitanti originari, soldati e civili fuggiti dalle campagne vicine si ammassarono dietro le mura, cadendo ben presto vittime della peste: per la metà di dicembre, almeno 15000 persone erano morte a causa del contagio; Reval si arrese ai russi il 10 ottobre 1710, senza mai essere stata concretamente assalita dagli assedianti. Con la capitolazione delle ultime guarnigioni svedesi, entro la fine del 1710 le due province si trovarono ormai completamente sotto occupazione russa: con una serie di accordi stipulati direttamente con la nobiltà livone ed estone (tutta di origine tedesca), questa accettò la dominazione russa in cambio del mantenimento di gran parte dei suoi tradizionali privilegi; il trattato di Thorn, che riconosceva le pretese di Augusto II sulla Livonia, fu ben presto accantonato dallo zar ed entrambe le province divennero un dominio russo.

### La breve guerra russo-turca

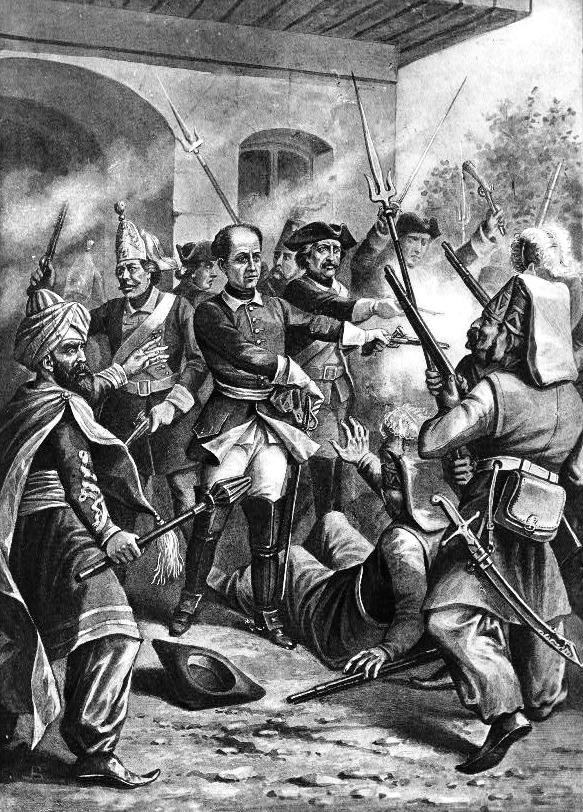
Carlo XII è fatto prigioniero dagli ottomani a Bender.

Dal suo esilio di Bender, dove aveva stabilito una propria corte, Carlo XII iniziò a spingere il sultano ottomano Ahmed III a muovere guerra alla Russia, in questo aiutato anche da un forte "partito della guerra" presente nella corte di Costantinopoli, dall'appoggio di Devlet II Giray, Khan di Crimea e nemico giurato dei russi, e dallo stesso zar che continuava a fare pressioni sul sultano perché consegnasse il suo "ospite"; il 20 novembre 1710 Ahmed III dichiarò infine guerra alla Russia, e colonne di tatari di Crimea e cosacchi ribelli (ora guidati da Pylyp Orlyk dopo la morte di Mazeppa nell'ottobre precedente) iniziarono a compiere incursioni nell'Ucraina meridionale. Pietro I raccolse una grossa armata e nel luglio del 1711 invase la Moldavia, nel tentativo di sostenere la ribellione anti-ottomana del principe Dimitrie Cantemir; le truppe russe furono però accerchiate sulle rive del Prut vicino Huși dall'armata del gran visir ottomano Baltacı Mehmed Pascià e rischiarono di essere annientate, anche se alla fine lo zar riuscì a risolvere la situazione tramite una serie di accorte mosse diplomatiche.
La cosiddetta "pace del Prut", siglata il 23 luglio 1711, pose fine al breve conflitto in termini clementi per russi, che si limitarono a cedere agli ottomani la fortezza di Azov (catturata nel corso della precedente guerra russo-turca del 1686-1700), a smantellare alcune fortificazioni di confine e a cessare le loro ingerenze negli affari della Confederazione polacco-lituana; le condizioni molto favorevoli imposte ai russi dal trattato fecero sospettare una corruzione di Mehmet Pascià da parte dello zar, e il gran visir fu poi deposto e mandato in esilio nel novembre del 1711. Benché il trattato concedesse a Carlo XII il permesso di rientrare in patria, il monarca scelse di rimanere a Bender per continuare le sue pressioni sul sultano perché proseguisse le ostilità, anche se i suoi tentativi furono efficacemente contrastati dalla diplomazia russa; infastidito dalle continue pressioni del sovrano svedese, Ahmed III ordinò a Devlet II Giray di assalire il campo svedese a Bender e di farlo prigioniero, cosa avvenuta il 1º febbraio 1713 dopo una breve scaramuccia. Carlo XII fu portato nel castello di Timurtasch vicino Adrianopoli, dove rimase prigioniero degli ottomani fino alla fine del 1713; Devlet II Giray, accusato di aver travalicato gli ordini del sultano durante i fatti di Bender, fu deposto ed esiliato, infliggendo un colpo mortale al "partito della guerra" anti-russo presente a Costantinopoli.
Preoccupato per la crescente influenza russa sulla Polonia, l'Impero Ottomano tornò a dichiarare guerra alla Russia il 30 aprile 1713, ma non si ebbe praticamente alcuna attività bellica tra le due nazioni e un nuovo trattato di pace fu velocemente stipulato; per il resto del conflitto gli ottomani rimasero di fatto neutrali.

### La Svezia sotto assedio

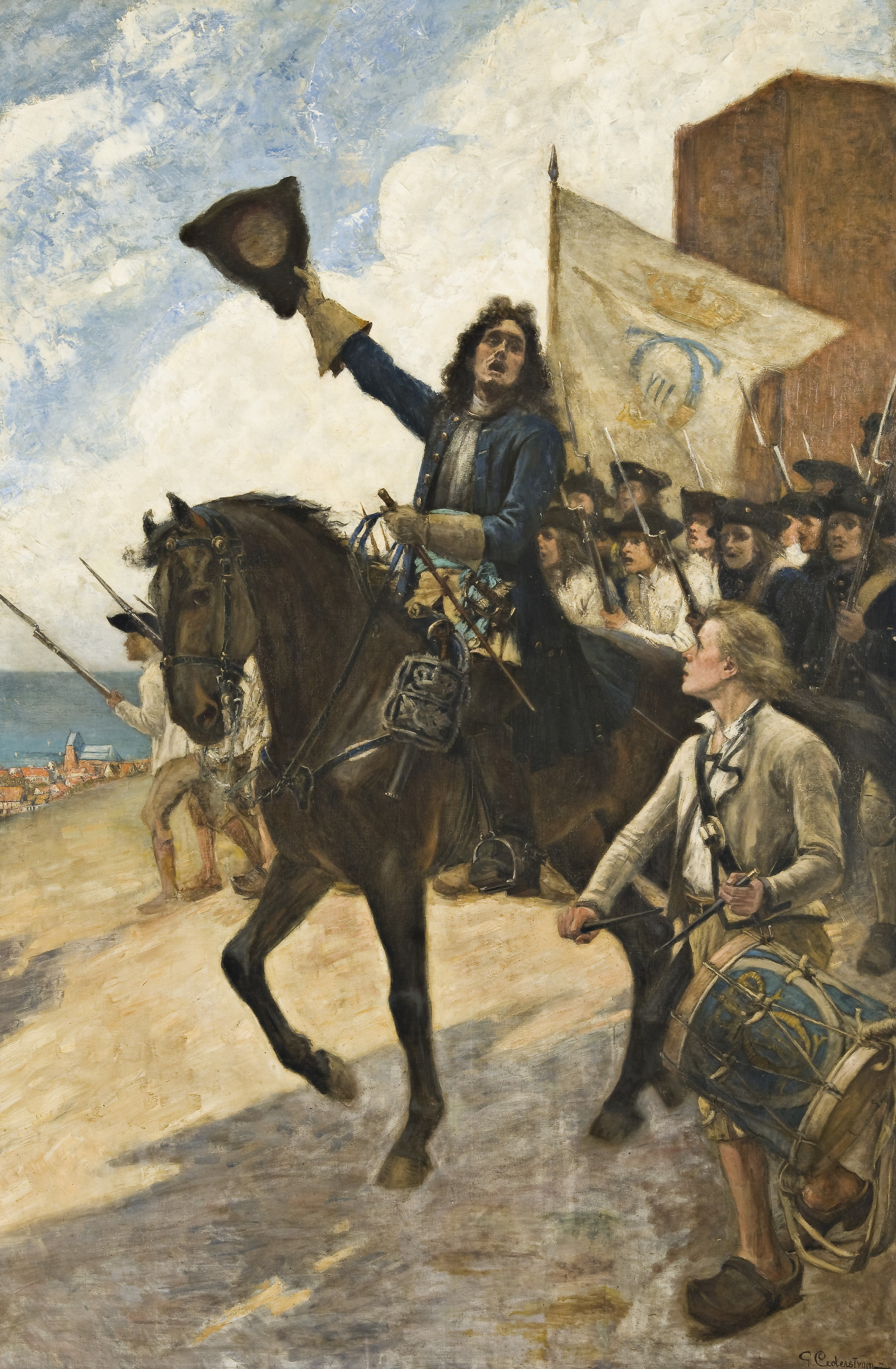
Magnus Stenbock guida le forze svedesi nel corso della battaglia di Helsingborg.

La Svezia tentò in tutti i modi di contenere le offensive dei coalizzati. Al comando dell'esercito svedese in luogo del monarca, il generale Magnus Stenbock radunò in fretta un'armata di reclute appena addestrate e lanciò una controffensiva sul fronte della Scania; il 10 marzo 1710 Stenbock inflisse una dura sconfitta ai danesi nella battaglia di Helsingborg, obbligandoli ad abbandonare il territorio svedese e a ripiegare oltre l'Øresund. L'attenzione della Svezia si concentrò quindi sul nord della Germania: dopo aver obbligato i resti delle forze svedesi a ripiegare dalla Polonia, nell'aprile del 1711 un'armata di truppe sassoni, polacche e russe sotto il principe Menšikov, poi rinforzata anche da un forte contingente danese guidato dallo stesso re Federico IV, invase la Pomerania e pose l'assedio al porto di Stralsund; il porto era di importanza strategica per gli svedesi, e il generale Karl Gustav Düker fu subito inviato con un contingente a rinforzarne la guarnigione, concentrando in città tutte le forze disponibili in Pomerania. I soldati svedesi in ritirata dalla Polonia portarono però con sé la peste, e ben presto anche la Pomerania cadde vittima del contagio.
Il 25 settembre 1711 una piccola armata svedese al comando del generale Stenbock sbarcò sull'isola di Rügen, obbligando le forze dei coalizzati a ripiegare dietro la linea dei fiumi Recknitz (a ovest) e Peene (a est) e alleggerendo la pressione su Stralsund; nei mesi successivi i coalizzati non lanciarono altri assalti su vasta scala, limitandosi a condurre azioni minori per tenere bloccate le forze svedesi nella sacca che si era venuta a formare. Nel luglio del 1712 una forza danese invase il territorio svedese di Brema-Verden, più a ovest: gli spostamenti delle armate e dei rifugiati civili, come pure le normali attività commerciali, avevano ormai diffuso la peste anche in queste regioni, e le indebolite guarnigioni svedesi non poterono fare altro che capitolare per il settembre seguente. Nel tentativo di rompere l'accerchiamento di cui era oggetto, nel dicembre del 1712 Stenbock prese con sé gran parte delle forze svedesi riunite a Stralsund e lanciò un'offensiva verso ovest: il 20 dicembre gli svedesi inflissero una sconfitta all'armata dano-sassone del re Federico IV nella battaglia di Gadebusch, aprendosi la via verso la Germania nord-occidentale.
Inseguito dall'armata russo-sassone di Menšikov, superiore in numero, Stenbock dovette proseguire verso ovest, allontanandosi dalla Pomerania: il generale chiese e ottenne rifornimenti da parte della città-stato di Amburgo, ma quando la vicina Altona si rifiutò di fare altrettanto gli svedesi la diedero alle fiamme; per rappresaglia, poche settimane dopo le forze russe saccheggiarono e incendiarono la cittadina di Wolgast, nella Pomerania svedese. Sempre inseguito dai coalizzati e a corto di rifornimenti, Stenbock dovette dirigere a nord e nel febbraio del 1713 entrò nel territorio del ducato di Holstein-Gottorp: il ducato stava tentando di mantenere una certa neutralità per evitare nuovi attacchi da parte della Danimarca, ma il duca Carlo Federico, ancora minorenne, si trovava a Stoccolma dai suoi parenti materni e i funzionari locali decisero quindi di fornire assistenza e rifornimenti alle truppe svedesi, provocando un'immediata invasione da parte dei danesi. Messo con le spalle al muro e a corto di uomini e viveri, a Stenbock non restò altro da fare che accettare la richiesta di resa offerta dai coalizzati, arrendendosi con le sue truppe il 16 maggio 1713 vicino Tönning; la guarnigione della stessa Tönning si rifiutò di arrendersi e resistette a un assedio da parte di danesi, russi e sassoni prima di capitolare infine il 7 febbraio 1714, seguita dalle restanti posizioni svedesi nell'Holstein-Gottorp entro la fine dell'anno. Più a est, Stettino, isolata e difesa da una guarnigione ridotta, fu posta sotto assedio da parte di una forza russo-sassone a partire dall'agosto del 1713, capitolando infine il 29 settembre seguente dopo essere stata pesantemente bombardata.

### La campagna di Finlandia

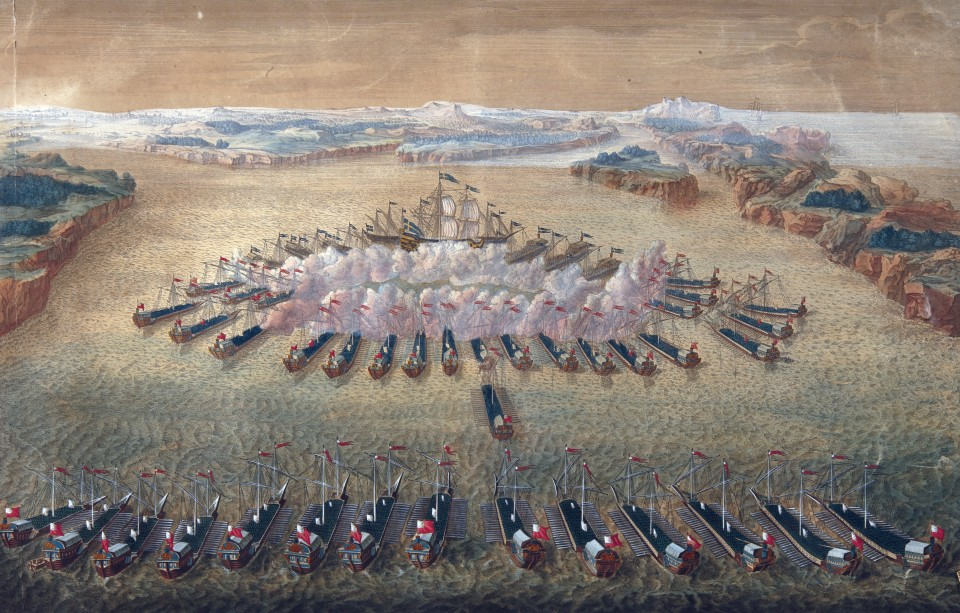
La battaglia di Gangut in un quadro dell'epoca.

Il 23 giugno 1710 la fortezza di Vyborg cadde in mano ai russi al termine di quattro mesi di assedio, consentendo all'armata dell'ammiraglio Apraksin di estendere le conquiste russe in Carelia; a metà 1711 il governatore della Finlandia Carl Nieroth mise insieme un'armata e tentò di riprendere la fortezza con l'appoggio della flotta svedese, ma ancora una volta i piani svedesi furono ostacolati dalla peste: trasportato da navi fuggite dall'Estonia, il morbo contagiò non solo la stessa Finlandia (tra il 1710 e il 1711 la sola capitale Helsingfors perse due terzi della popolazione originaria) ma anche la principale base navale svedese a Karlskrona, rendendo difficile mantenere operativo lo squadrone navale inviato in Finlandia, e a metà dicembre del 1711 la forza svedese, priva di rifornimenti, venne ritirata. Dopo la morte di Nieroth all'inizio del gennaio del 1712, il generale Lybecker assunse il governo della Finlandia, preparandosi a sostenere la prevedibile offensiva dei russi.
Partendo da Vyborg, nel tardo agosto del 1712 Apraksin condusse la sua armata in Finlandia, ma Lybecker rispose rifiutando lo scontro diretto e adottando una tattica di terra bruciata; le forze russe si spinsero fino al fiume Kymijoki, ma la carenza di rifornimenti obbligò infine Apraksin a ordinare una ritirata sulle posizioni di partenza. Visto il pessimo stato della rete stradale finlandese e le tattiche svedesi di terra bruciata, per il 1713 lo zar ordinò ad Apraksin di condurre una campagna anfibia lungo la costa meridionale della regione, dove le forze russe potevano essere sostenute e rifornite dalla ormai ampia flotta del Baltico di base a San Pietroburgo; Lybecker chiese pressantemente che rinforzi navali fossero inviati in suo appoggio, ma la maggior parte della flotta svedese era richiesta per mantenere operativi i collegamenti con Stralsund e quando un adeguato numero di navi fu infine inviato in Finlandia era troppo tardi. Salpata da Kronštadt, una flotta russa sbarcò l'armata di Apraksin a Helsingfords l'8 maggio 1713: in schiacciante inferiorità numerica, il generale svedese Carl Gustaf Armfeldt respinse gli assalti russi finché questi non lo presero sul fianco obbligandolo a ritirarsi, non prima di aver dato alle fiamme la città.
Armfeldt si riunì alle forze di Lybecker a Borgå, l'odierna Porvoo, mentre le truppe russe stabilirono un solido campo fortificato e una base per rifornimenti a Pernå; un tentativo della flotta svedese di tagliare le rotte di rifornimento dei russi portò all'inconcludente battaglia di Hogland (10-11 luglio 1713), primo scontro navale di qualche rilievo tra russi e svedesi. Lybecker continuò con la sua tattica di evitare lo scontro diretto e di fare terra bruciata dei territori abbandonati ai russi, lasciando progressivamente in mano al nemico Borgå e quasi tutta la costa meridionale della Finlandia, ma le pesanti critiche per questa condotta portarono però ben presto alla sua destituzione e al suo richiamo in patria; ora al comando, Armfeldt lanciò subito una controffensiva, subendo però prima una sconfitta nella battaglia di Pälkäne (17 ottobre 1713), e poi una più pesante disfatta nella battaglia di Storkyro (2 marzo 1714), da cui l'armata svedese di Finlandia uscì quasi completamente distrutta. Nel tentativo di ostacolare l'avanzata dei russi, la squadra navale svedese dell'ammiraglio Gustaf Wattrang fu inviata nel maggio del 1714 nelle acque delle isole Åland per intercettare i convogli di rifornimento russi diretti ad Åbo, da poco occupato; dopo alcuni scontri preliminari, il 7 agosto seguente la flotta russa ingaggiò un distaccamento di navi svedesi nella battaglia di Gangut, annientandolo completamente.
Wattrang dovette ritirare le sue navi per difendere la costa svedese dalle incursioni navali dei russi, lasciando le acque finlandesi in mano ai russi: il 9 agosto la flotta russa sbarcò contingenti nelle isole Åland assicurandosi l'intero arcipelago nel giro di pochi giorni, e con le galee russe intente a scorrazzare nel golfo di Botnia i resti delle forze svedesi dovettero ripiegare oltre il fiume Torne per evitare un accerchiamento, lasciando l'intera Finlandia in mano alle truppe dello zar.

### La fine

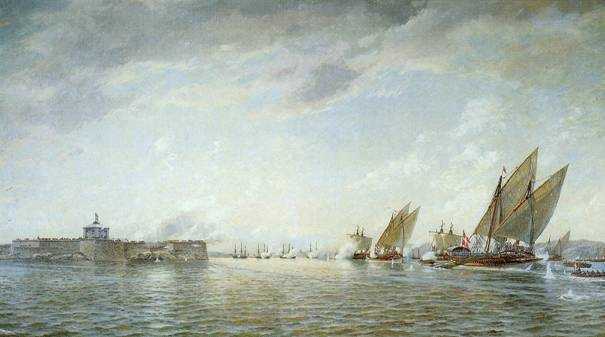
Navi danesi attaccano la fortezza di Älvsborg in Svezia nel 1717.

Nel novembre del 1714 Carlo XII lasciò l'Impero ottomano e, viaggiando in incognito attraverso la Germania, riuscì finalmente a raggiungere il territorio svedese a Stralsund; il re era più che mai deciso a continuare le ostilità, ma percependo la precarietà della posizione svedese altre nazioni si fecero avanti per reclamare le spoglie dell'ormai ex "impero". Carlo cercò di convincere il re Federico Guglielmo I di Prussia a scendere in campo a fianco degli svedesi, ma il monarca trovò più allettanti le offerte dei coalizzati circa la spartizione della Pomerania e nell'aprile del 1715 i prussiani dichiararono guerra alla Svezia; dopo un incontro con lo zar e dietro la promessa di ricevere come contropartita il territorio svedese di Brema-Verden, nell'ottobre del 1715 il principe Giorgio I portò l'Elettorato di Hannover in guerra contro la Svezia. Priva del supporto delle potenze marittime (Giorgio I era anche re di Gran Bretagna), la marina svedese non fu più capace di dominare le acque del Baltico e di mantenere i vitali collegamenti tra Stralsund e la madrepatria: la flotta danese ingaggiò la squadra navale svedese prima al largo di Fehmarn (24 aprile 1715) e poi davanti Rügen (18 agosto 1715), e benché questi scontri non furono decisivi consentirono però a un'armata di truppe prussiane, sassoni e danesi guidate da Leopoldo I di Anhalt-Dessau di prendere terra sulla stessa isola di Rügen, occupandola dopo aver sconfitto la guarnigione svedese nella battaglia di Stresow (16 novembre 1715). La perdita di Rügen portò al blocco di Stralsund anche dal lato del mare, rendendo la posizione svedese insostenibile; il 23 dicembre 1715 Carlo XII e i resti delle sue forze abbandonarono Stralsund alla volta della Svezia, e la città si arrese ai coalizzati il giorno dopo. L'ultimo avamposto svedese sulla costa meridionale del Baltico, l'isolata città di Wismar, fu posta sotto assedio da una forza danese, prussiana e hannoveriana a metà del giugno del 1715, capitolando poi nell'aprile del 1716. .

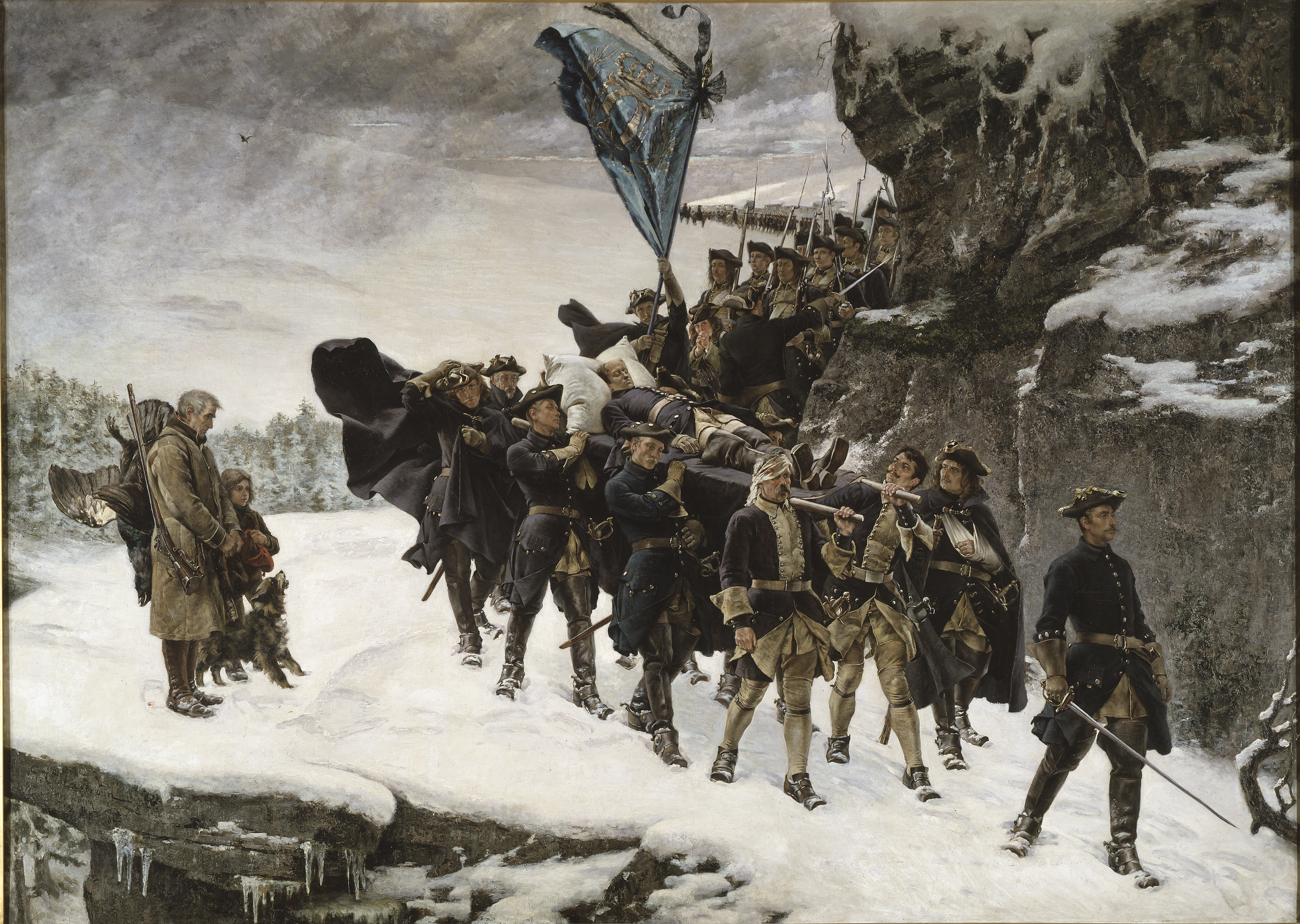
Corteo funebre di Carlo XII, dipinto da Gustaf Cederström per commemorare la morte del sovrano.

I possedimenti svedesi al di fuori del territorio metropolitano erano ormai perduti, ma Carlo XII si rifiutò ostinatamente di intavolare trattative di pace con i coalizzati e preparò nuove campagne. Nel febbraio del 1716 il sovrano condusse un'armata svedese in una invasione della Norvegia meridionale: nonostante la tattica della terra bruciata messa in atto dai norvegesi, la capitale Christiania, l'odierna Oslo fu presa in marzo ma la carenza di artiglieria d'assedio rese impossibile espugnare la strategica fortezza di Akershus e le pessime condizioni climatiche fecero crollare le linee di rifornimento, obbligando le forze svedesi a interrompere l'azione e a ritirarsi in patria per l'aprile seguente; nei mesi successivi l'attenzione dei contendenti si concentrò sul confine tra Norvegia e Svezia, con gli svedesi intenti ad ammassare truppe in vista di una nuova campagna e la flotta danese dell'ammiraglio Peter Tordenskjold impegnata a condurre incursioni per ostacolare tali preparativi.
Una nuova e più accurata invasione della Norvegia venne infine lanciata dagli svedesi nell'autunno del 1718: mentre un'armata sotto il generale Armfeldt invadeva la Norvegia centrale puntando su Trondheim, Carlo XII stesso condusse il grosso delle forze svedesi nella Norvegia meridionale, iniziando il 20 novembre l'assedio dell'importante fortezza di Fredriksten, nei pressi di Halden; la guarnigione norvegese si difese con ferocia, ma la piazzaforte sembrava sul punto di cadere finché la sera dell'11 dicembre (ovvero il 30 novembre, secondo il calendario giuliano in uso in Svezia a quel tempo) lo stesso Carlo XII venne colpito e ucciso da un colpo di fucile durante un'ispezione alle trincee di prima linea. La morte del monarca fece crollare il piano svedese, e l'armata iniziò subito una ritirata alla volta di Uddevalla. Il secondo contingente, guidato da Armfeldt, si trovava invece ancora a Trondheim e aveva subito gravi perdite nel tentativo fallimentare di conquistarla. Il generale ricevette la notizia della morte di Carlo ai primi di gennaio del 1719 e ordinò subito una ritirata alla volta della Svezia cercando di raggiungere Duved nel più breve tragitto possibile. Armfeldt decise quindi di attraversare la parte settentrionale della catena dei monti Sydal, nella regione del Tydal. Dopo una tappa a Østby, i soldati del contingente svedese furono sorpresi da un'improvvisa bufera che fece loro smarrire la strada, costringendoli ad accamparsi sul monte Ǿy, a nord del lago Essand. Dei 6000 soldati guidati da Armfeldt, 3000 morirono congelati sulle montagne e altri 700 persero la vita poco dopo essere tornati in patria, a causa dei postumi dell'ipotermia.
Questi fatti vengono ricordati come la catastrofe del monte Ǿy.

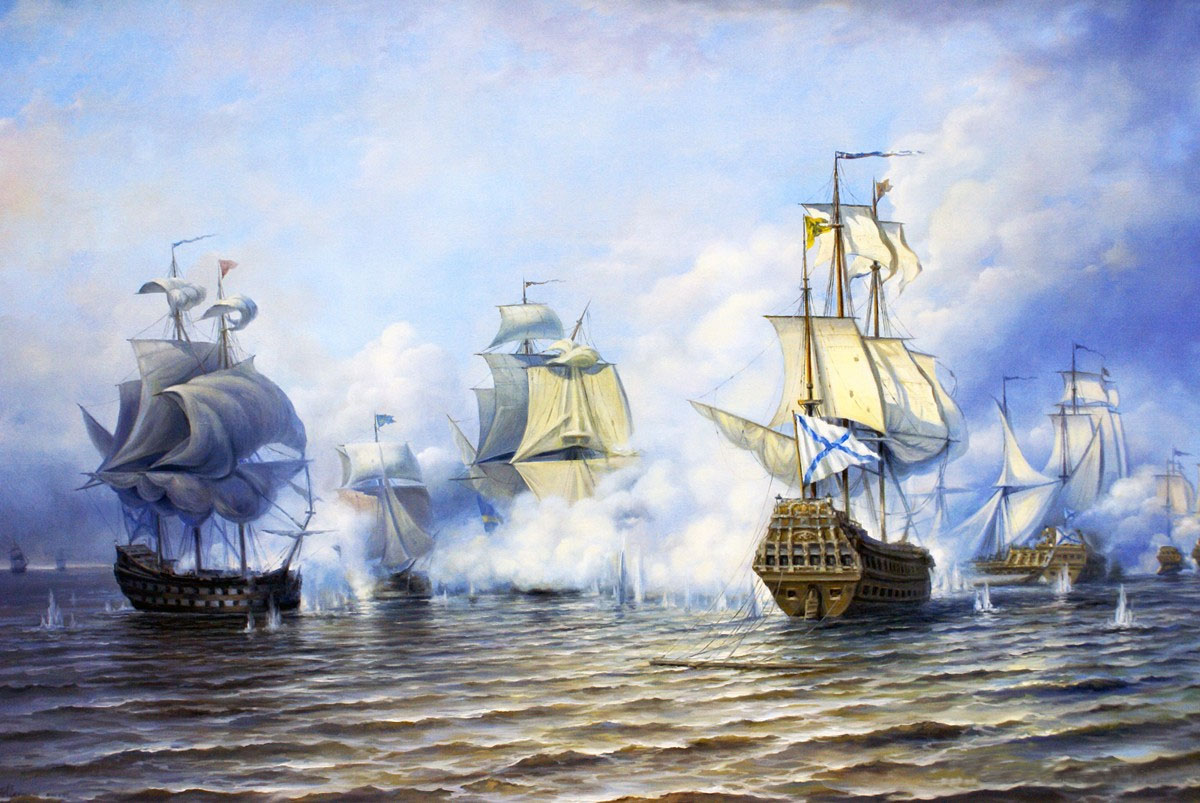
Navi russe e svedesi si affrontano nel corso della battaglia di Ösel del 4 giugno 1719.

A Carlo XII succedette la sorella Ulrica Eleonora, la quale a sua volta abdicò il 29 febbraio 1720 per lasciare il trono al consorte Federico I; prosciugata di risorse umane e finanziarie, la Svezia non poteva fare altro che intavolare trattative con i suoi nemici: un primo armistizio con la Danimarca-Norvegia venne stipulato l'8 novembre 1719, e grazie alla mediazione della diplomazia francese (intenzionata a evitare un completo collasso della Svezia) furono negoziati dei trattati di pace con Hannover (20 novembre 1719) e Prussia (1º febbraio 1720), seguiti da un accordo definitivo tra Copenaghen e Stoccolma il 14 luglio 1720; il governo svedese si dimostrò invece riluttante ad accettare le gravose condizioni imposte dai russi per sanzionare un trattato di pace, e la guerra si trascinò stancamente per altri due anni. L'ultima parte del conflitto si svolse prevalentemente sul mare: mentre il corpo centrale della flotta russa teneva impegnate le unità svedesi, una grossa flottiglia di più leggere galee con a bordo truppe da sbarco prese a compiere incursioni contro la costa svedese affacciata sul golfo di Botnia, saccheggiando e incendiando le città sulla costa. Dopo un primo raid ai danni di Umeå già nel settembre del 1714, i russi colpirono Öregrund nel 1716 e l'isola di Gotland nel 1717, e dopo aver sconfitto una squadra navale svedese nella battaglia di Ösel del 4 giugno 1719 spostarono la loro azione più vicino a Stoccolma colpendo in rapida successione le città di Norrtälje, Södertälje, Nyköping e Norrköping; le forze russe penetrarono fin dentro l'arcipelago di Stoccolma prima di venire respinte nel corso della battaglia di Stäket del 13 agosto 1719.
L'ultimo scontro di una certa importanza del conflitto si ebbe il 7 agosto 1720, quando una squadra navale svedese affrontò i russi nell'inconcludente battaglia di Grengam; le attività belliche andarono cessando, con una breve ripresa nell'estate del 1721 quando la flotta russa lanciò un'ultima campagna di razzie colpendo la costa tra Gävle e Piteå. Infine, il 10 settembre 1721 i negoziatori russi e svedesi riuniti a Nystad in Finlandia riuscirono a pervenire alla firma di un trattato di pace, ponendo di fatto fine al lungo conflitto.

## Conseguenze
I ventuno anni e mezzo della grande guerra nordica non si conclusero con un unico trattato di pace, ma con una serie di accordi separati tra i vari contendenti:
- il trattato di Stoccolma siglato il 20 novembre 1719 tra svedesi e hannoveriani decretò il passaggio del territorio di Brema-Verden all'Hannover, che ottenne così uno sbocco sul Mare del Nord; sempre a Stoccolma, il 1º febbraio 1720 fu siglato un analogo trattato tra svedesi e prussiani, che portò alla consegna alla Prussia di tutta la porzione della Pomerania svedese compresa a sud del fiume Peene e a est del fiume Peenestrom, comprensiva delle città di Stettino e Goleniów e delle isole di Usedom e Wolin;
- il trattato di Frederiksborg siglato il 14 luglio 1720 tra svedesi e danesi portò di fatto alla consegna dell'Holstein-Gottorp alla Danimarca, oltre a prevedere il pagamento di una forte somma di denaro da parte della Svezia come risarcimento per i danni di guerra (Stralsund e Wismar rimasero sotto occupazione danese finché il debito non fu saldato) e la rinuncia svedese alla sua esenzione dal pedaggio per il transito nell'Øresund; il trattato portò anche alla ratifica di tutta una serie di precedenti accordi di pace tra Danimarca e Svezia rimasti ancora inattuati, fissando definitivamente il confine tra le due nazioni secondo le linee ancora oggi rispettate;
- il trattato di Nystad siglato il 10 settembre 1721 tra svedesi e russi fu il più gravoso, portando alla cessione alla Russia di parte della Carelia, della contea di Kexholm, dell'Ingria, dell'Estonia e della Livonia compreso il porto di Riga, in cambio della restituzione alla Svezia della Finlandia e del pagamento di una somma di denaro in suo favore.

Non vi fu un formale trattato di pace tra Svezia e Sassonia, ma le due nazioni siglarono poi una dichiarazione di amicizia il 28 aprile 1729; la Svezia e la Confederazione polacco-lituana rimasero virtualmente in guerra fino al 26 settembre 1736, quando le due nazioni rinnovarono il precedente trattato di Oliva del 1660.
La guerra segnò il tramonto della Svezia come grande potenza europea e come nazione egemone nell'area del Baltico: come scrisse lo storico Peter Englund "in termini di storia mondiale, il popolo di un'intera nazione aveva lasciato il palcoscenico e preso posto a sedere tra gli spettatori". Il conflitto portò alla dissoluzione territoriale del cosiddetto "Impero svedese": dei possedimenti svedesi posti sulla riva meridionale del Baltico rimasero solo la città di Wismar (ormai priva di particolare interesse economico, fu venduta al Granducato di Meclemburgo-Schwerin nel 1803) e la parte occidentale della Pomerania svedese (definitivamente perduta a vantaggio della Prussia al termine del congresso di Vienna del 1815). Profondi furono anche i rivolgimenti politici all'interno della stessa Svezia: l'ostinazione con cui Carlo XII portò avanti un conflitto ormai perduto provocarono una profonda disistima nei confronti dell'assolutismo monarchico, e all'"era della grande potenza" succedette quindi l'"epoca della libertà" (Frihetstiden) durante la quale il re fu ridotto a un ruolo marginale e l'effettivo potere esecutivo trasferito al Riksråd, formato da aristocratici e religiosi. Il conflitto portò a una stabilizzazione dei rapporti della Svezia con alcuni dei suoi tradizionali nemici, in particolare con Polonia e Danimarca (con l'eccezione della breve parentesi delle guerre napoleoniche); molto più conflittuali rimasero i rapporti tra Svezia e Russia, in particolare per via delle tendenze "revansciste" di larghi strati della nobiltà e delle classi militari svedesi: dopo altri due brevi conflitti nel 1741-1743 e nel 1788-1790, la Svezia subì una dura disfatta nella cosiddetta "guerra di Finlandia" del 1808-1809, al termine della quale il territorio svedese si ridusse agli attuali confini.
Il principale vincitore del conflitto fu senza dubbio la Russia: a parte le estese conquiste territoriali, superiori a quelle conseguite dagli altri coalizzati, il regno dello zar si affermò con forza come grande potenza europea, emergendo dallo stato di relativo isolamento in cui era fino ad allora vissuto per affacciarsi sulla scena mondiale da una posizione di forza. Oltre al successo sul campo di battaglia, le grandi riforme sul piano militare, amministrativo ed economico intraprese tra il 1690 e il 1720 rivoluzionarono la fisionomia della Russia, innalzata da semplice zarato a "Impero russo"; alla morte nel 1725 di Pietro I, insignito del titolo de "il Grande" dal senato russo per i suoi successi nella guerra nordica, la Russia non era più lo stato feudale delle origini ma una nazione moderna e in forte ascesa.
La guerra sancì poi lo stato di profonda crisi in cui si trovava la Confederazione polacco-lituana: benché formalmente tra i vincitori, lo stato si ritrovò schiacciato tra la potenza appena emergente della Prussia a ovest (la quale aveva dato nel conflitto un primo assaggio delle sue ambizioni territoriali) e soprattutto della Russia a est, a cui Augusto II doveva la sua corona. Il mantenimento della posizione di Augusto era ormai interamente nelle mani dei russi: quando nel corso del 1715-1716 ampi strati della nobiltà polacca, riuniti nella "Confederazione di Tarnogród", si ribellarono al sovrano e alle sue truppe sassoni a causa delle alte tasse imposte sul paese per il mantenimento della guerra contro la Svezia, fu la Russia a mediare tra le opposte parti in gioco; sotto l'attenta sorveglianza delle truppe dello zar, la sessione del Sejm del 1º febbraio 1717 (soprannominata "Sejm silente" proprio a causa della stretta "tutela" esercitata dai russi sulla seduta, con pochi e selezionati oratori autorizzati a prendere la parola) sanzionò la fine del tentativo di Augusto di stabilire una monarchia di stampo assolutistico sulla Polonia ma anche una forte riduzione delle prerogative della Confederazione, di fatto ridotta a una sorta di protettorato della Russia. La morte di Augusto II nel 1733 aprì una lunga crisi sfociata nella cosiddetta "guerra di successione polacca" tra i sostenitori del suo figlio Augusto III e quelli di Stanislao Leszczyński, tornato ad avanzare rivendicazioni sul trono polacco grazie all'appoggio dei suoi nuovi alleati francesi; la guerra rappresentò il colpo di grazia per la Confederazione, avviata verso una progressiva spartizione a vantaggio delle potenze vicine.

### Esplicative
1. ↑  Tutte le date qui riportate sono secondo il calendario gregoriano; la Russia usava all'epoca il calendario giuliano, la Svezia il calendario svedese.
2. ↑  Termine, quest'ultimo, improprio in quanto il regno svedese non assunse mai la veste formale di un impero.
3. ↑  Inglesi e olandesi erano i garanti della convenzione di Altona, che riconosceva la neutralità del ducato di Holstein-Gottorp; entrambe le nazioni, poi, erano preoccupate per la situazione europea, di lì a poco sfociata nella guerra di successione spagnola, ed erano contrarie a un nuovo conflitto nell'Europa settentrionale.
4. ↑  Federico IV era cognato di Carlo XII, avendone sposato la sorella Edvige Sofia di Svezia.
5. ↑  Nella Polonia-Lituania una konfederacja ("confederazione") era un'assemblea di membri della nobiltà (szlachta), del clero e/o delle classi militari creata ad hoc per la realizzazione di un determinato scopo, agendo al posto delle autorità costituite o cercando di imporre il suo volere ad esse.
6. ↑  Civili e soldati in fuga da Livonia ed Estonia portarono la peste a Stoccolma e nella Svezia meridionale, contagiando anche le forze danesi in Scania; una volta ritirati in patria, i soldati danesi diffusero la peste a Copenaghen e in tutta la Sjælland, spostandosi poi nell'Holstein e quindi nel nord-ovest della Germania. Vedi Frandesn, pp. 66-67, 72, 80, 476.
7. ↑  La Danimarca-Norvegia fu a lungo alleata della Francia di Napoleone Bonaparte, mentre la Svezia militò in tutte le principali coalizioni anti-francesi.

### Bibliografiche
1. ↑   DeAgostini, La Seconda Guerra del Nord, su sapere.it, DeAgostini, 22 giugno 2011.
2. ↑  Frost, pp. 133-134.
3. 1 2 3 4 5 6 7 8 9  Konstam, p. 6.
4. ↑  Michael Roberts, The Swedish Imperial Experience 1560-1718, Cambridge University Press, 1984, p. 10. ISBN 978-0-521-27889-8.
5. ↑  Sergio Masini, Le battaglie che cambiarono il mondo, Mondadori, 2001, pp. 177-178. ISBN 88-04-49579-0.
6. 1 2 3  Konstam, p. 15.
7. ↑  (DA) Torben Hvidegaard, Øresundstolden, su danskskaanskforening.dk. URL consultato il 14 gennaio 2014 (archiviato dall'url originale il 23 ottobre 2013).
8. ↑  Konstam, p. 12.
9. ↑   Johann Reinhold Patkul, su theodora.com. URL consultato il 14 gennaio 2014.
10. 1 2 3 4 5 6 7 8 9 10 11 12 13 14 15 16   Hans Högman, A Summary of the Great Northern War 1700 - 1721, su algonet.se. URL consultato il 14 gennaio 2014 (archiviato dall'url originale il 16 luglio 2010).
11. ↑  Frost, pp. 228-229.
12. ↑  Frost, pp. 227-228.
13. ↑  Frost, p. 229.
14. ↑  Thomas Kingston Derry, History of Scandinavia: Norway, Sweden, Denmark, Finland, and Iceland, University of Minnesota Press, 2000, p. 154. ISBN 0-8166-3799-7.
15. 1 2  Konstam, p. 19.
16. ↑  Ericson, p. 257.
17. ↑  Peter Ullgren, Det stora nordiska kriget 1700-1721, Stockholm, Prisma, 2008, p. 57. ISBN 978-91-518-5107-5.
18. 1 2 3  Ericson, pp. 268-273.
19. ↑  Kuvaja, pp. 148-153.
20. ↑  Konstam, p. 30.
21. ↑  Frost, p. 272.
22. ↑  (SV) Slaget vid Saladen 1703, su lewenhaupt.com. URL consultato il 15 gennaio 2014 (archiviato dall'url originale il 4 dicembre 2013).
23. 1 2 3  Konstam, p. 8.
24. ↑  Frost, pp. 267-268.
25. ↑  Kuvaja, p. 164.
26. ↑  J. S. Bromley, Rise of Great Britain & Russia, 1688-1725, The New Cambridge Modern History 6, CUP Archive, 1970, p. 699. ISBN 0-521-07524-6.
27. ↑   Battle of Fraustadt, 1706 Feb 13, su golden.net. URL consultato il 16 gennaio 2014.
28. ↑   Patkul, Johann Reinhold von, su treccani.it. URL consultato il 18 gennaio 2014.
29. 1 2   Battle of Erastfer, su historyofwar.org. URL consultato il 18 gennaio 2014.
30. ↑   Bengt Nilsson, The fortress of Noteborg (Shlisselburg) 1650-1702 (PDF), su reenactor.ru. URL consultato il 18 gennaio 2014.
31. ↑  Derek Wilson, Peter the Great, Macmillan, 2010, p. 82. ISBN 978-1-4299-6467-8.
32. ↑   Great Northern War (1700-1721), su historyofwar.org. URL consultato il 18 gennaio 2014.
33. ↑  Mattila, pp. 10-19.
34. ↑  M. V. Vasilyev, The Siege and Capture of Vyborg by the Russian Military and Fleet in 1710, Moscow, 1953, p. 41.
35. ↑  Konstam, p. 11.
36. ↑  Konstam, p. 31.
37. ↑  Konstam, p. 32.
38. 1 2  Konstam, pp. 29-30.
39. ↑  Konstam, p. 33.
40. 1 2  Konstam, p. 42.
41. ↑  Konstam, pp. 43-44.
42. ↑  Nicholas Dorrell, The Dawn of the Tsarist Empire: Poltava & the Russian Campaigns of 1708—1709, Partizan Press, 2009, p. 121.
43. 1 2  Konstam, p. 52.
44. ↑  Konstam, p. 53.
45. ↑  Konstam, p. 55.
46. ↑  Konstam, p. 56.
47. ↑  Frost, p. 270.
48. ↑  Konstam, p. 57.
49. ↑  Konstam, p. 58.
50. ↑  Konstam, p. 60.
51. ↑  Konstam, pp. 77-84.
52. ↑  Konstam, p. 85.
53. 1 2  Konstam, p. 86.
54. 1 2 3 4 5  Konstam, p. 88.
55. ↑  (EN, TR) AA.VV., Abstracts (PDF), 9th International Balkan Annual Conference: A History of the Turkish-Moldavian Relations in Historical and Socio-Cultural Aspects, Comrat, Università di Istanbul, 20-22 marzo 2019. URL consultato il 4 gennaio 2022.
56. ↑  Evgeniĭ Viktorovich Anisimov, The reforms of Peter the Great. Progress through coercion in Russia, The New Russian history, M.E. Sharpe, 1993, p. 125. ISBN 1-56324-047-5.
57. 1 2  Konstam, p. 89.
58. ↑  Mattila, pp. 27-31.
59. ↑  Frost, p. 273.
60. ↑  Stefan Kroll; Kersten Krüger, Städtesystem und Urbanisierung im Ostseeraum in der Frühen Neuzeit: Urbane Lebensräume und Historische Informationssysteme, Beiträge des wissenschaftlichen Kolloquiums in Rostock vom 15. und 16 November 2004, Geschichte und Wissenschaft 12, Berlino, 2006, p. 138.
61. 1 2  Frandsen, pp. 41-43.
62. ↑  Frandsen, p. 41.
63. ↑  Frandsen, pp. 61-62.
64. ↑  Frandsen, pp. 60-61.
65. ↑  Mark R. Hatlie, "Crisis and Mass Conversion. Russian Orthodox Missions in Livonia, 1841–1917" in István Keul, Religion, Ethnie, Nation und die Aushandlung von Identität(en). Regionale Religionsgeschichte in Ostmittel- und Südosteuropa, Frank & Timme Verlag für wissenschaftliche Literatur, 2005, pp. 115–146. ISBN 3-86596-009-X.
66. ↑  Paul Bushkovitch, Peter the Great. The struggle for power, 1671–1725. New studies in European history, Cambridge University Press, 2001, p. 294. ISBN 0-521-80585-6.
67. ↑  Walter Moss, A History of Russia: To 1917, Anthem Press, 2005, p. 233.
68. ↑  Kenneth Meyer Setton, Venice, Austria, and the Turks in the Seventeenth Century, The American Philosophical Society, 1991, Vol. 192, p. 422.
69. ↑  T. Byram Karasu, Of God and Madness: A Historical Novel, Rowman & Littlefield, 2007, p. 49. ISBN 978-0-7425-5975-2.
70. ↑  Stanford J. Shaw, History of the Ottoman Empire and Modern Turkey, Cambridge University Press, 1976, Vol. 1, p. 231.
71. ↑  Peter Englund, The Battle That Shook Europe – Poltava and the Birth of the Russian Empire, Londra, Tauris, 2002, pp. 65-66. ISBN 1-86064-847-9.
72. ↑  Wilson, p. 138.
73. ↑  Wilson, p. 136.
74. 1 2  Wilson, p. 139.
75. ↑  Frandsen, p. 483.
76. ↑  Christine Berger, Mecklenburg-Vorpommern, Baedeker, 2008, p. 361. ISBN 3-8297-1062-3.
77. ↑  Wilson, p. 140.
78. ↑   Nils Göran Engström, The plague in Finland in 1710, su ncbi.nlm.nih.gov. URL consultato il 23 gennaio 2014.
79. ↑  Thomas Persson, Pesten i Blekinge 1710–1711, Blekinge museum, 2011, p. 21.
80. ↑  Mattila, pp. 30-31.
81. ↑  Mattila, pp. 32-33.
82. ↑  Mattila, p. 33.
83. 1 2  Mattila, pp. 33-35.
84. ↑  Mattila, pp. 35-36.
85. ↑  Mattila, pp. 41-43.
86. ↑  Mattila, pp. 45-46.
87. ↑  Steward Oakley, War and peace in the Baltic, 1560-1790, War in Context, Abingdon - New York, Routledge, 1992, p. 121. ISBN 0-415-02472-2.
88. ↑  Hans-Joachim Torke, Die russischen Zaren 1547–1917, C.H.Beck, 2005, p. 165. ISBN 3-406-42105-9.
89. ↑  Curt Jany, Geschichte der Preußischen Armee - Vom 15. Jahrhundert bis 1914, Bd. 1, Biblio Verlag, p. 640
90. ↑   Historic Center of Stralsun and Wismar, Swedish era, su wismar-stralsund.de. URL consultato il 25 gennaio 2014 (archiviato dall'url originale il 2 febbraio 2014).
91. ↑  Frost, p. 296.
92. ↑  Mattila, p. 38.
93. ↑  Mattila, p. 47.
94. ↑  Mattila, pp. 48-51.
95. ↑  Petre Englund, The battle of Poltava, Londra, 1992; citato in Konstam, p. 88.
96. ↑   Historic Center of Stralsun and Wismar, 19th and 20th century, su wismar-stralsund.de. URL consultato il 25 gennaio 2014 (archiviato dall'url originale il 2 febbraio 2014).
97. 1 2  Konstam, p. 10.
98. ↑  Jacek Jędruch, Constitutions, elections, and legislatures of Poland, 1493–1977: a guide to their history, EJJ Books, 1998, pp. 153–154. ISBN 978-0-7818-0637-4.